# Campeonato Brasileiro de Futebol de 2014 - Série A
A Série A do Campeonato Brasileiro de Futebol de 2014, oficialmente Brasileirão Chevrolet 2014 – Série A por motivos de patrocínio, foi a 59.ª edição da principal divisão do futebol brasileiro. A disputa teve o mesmo regulamento dos anos anteriores, quando foi implementado o sistema de pontos corridos.
Os jogos tiveram uma pausa durante a Copa do Mundo de 2014, que foi realizada entre junho e julho no Brasil. A competição teve nove rodadas disputadas antes da paralisação.
O título brasileiro foi definido com duas rodadas de antecedência, quando o Cruzeiro foi declarado bicampeão consecutivo ao derrotar o Goiás por 2–1, em Belo Horizonte. Foi a quarta conquista do clube mineiro na história. Além do campeão Cruzeiro e do previamente classificado Atlético Mineiro – campeão defensor da Copa do Brasil – São Paulo e Internacional classificaram-se a Copa Libertadores da América de 2015 via Campeonato Brasileiro. O Corinthians, quarto colocado do campeonato, também garantiu a classificação, porém, na fase preliminar, onde duas equipes se enfrentam em partidas de ida e volta, para então disputar a fase de grupo do torneio continental.
Dentre os rebaixados à Série B de 2015, o Criciúma foi o primeiro clube descendido com o empate em 1–1 com o Flamengo, em São Luís, na 36ª rodada. Na penúltima rodada, o Botafogo, campeão brasileiro em duas ocasiões, também foi rebaixado com a derrota por 2–0 para o Santos, na Vila Belmiro. Vitória e Bahia completaram a relação de rebaixados na última rodada; o primeiro com a derrota para o Santos, por 1–0 em pleno Barradão; e o segundo, com a derrota de virada para o Coritiba por 3–2 no Couto Pereira, deixando o estado baiano sem representantes na Série A em 2015.

## Regulamento
A Série A foi disputada por 20 clubes em dois turnos. Em cada turno, todos os times jogaram entre si uma única vez. Os jogos do segundo turno foram realizados na mesma ordem do primeiro, apenas com o mando de campo invertido. Não há campeões por turnos, sendo declarado campeão brasileiro o time que obtiver o maior número de pontos após as 38 rodadas. Os quatro primeiros colocados garantiram vaga na Copa Libertadores da América de 2015 e os quatro últimos foram rebaixados para a Série B do ano seguinte.

### Critérios de desempate
Em caso de empate por pontos entre dois clubes, os critérios de desempate seriam aplicados na seguinte ordem:
1. Número de vitórias
2. Saldo de gols
3. Gols pró
4. Confronto direto (soma de resultados dos dois turnos, com gol fora de casa em consideração)
5. Menor número de cartões vermelhos
6. Menor número de cartões amarelos
7. Sorteio

Ao final do campeonato, em caso de empate nos quatro primeiros critérios acima, iria se realizar uma partida de desempate em campo neutro para a determinação do campeão ou definição de descenso. Essa partida seria realizada em até sete dias após o encerramento do campeonato e, em caso de empate, decida através de disputa por pênaltis.
A partir dessa temporada cada equipe poderia colocar em campo até cinco jogadores estrangeiros. Até 2013, era permitido somente três jogadores.

## Participantes
| Equipe              | Cidade         | Estado | Em 2013      | Estádio (mando)                   | Capacidade    | Títulos                                                     |
| ------------------- | -------------- | ------ | ------------ | --------------------------------- | ------------- | ----------------------------------------------------------- |
| Atlético Mineiro    | Belo Horizonte | MG     | 8°           | Independência                     | 23 018        | 2 (1937, 1971)                                              |
| Atlético Paranaense | Curitiba       | PR     | 3°           | Arena da Baixada                  | 42 372        | 1 (2001)                                                    |
| Bahia               | Salvador       | BA     | 12°          | Arena Fonte Nova                  | 50 025        | 2 (1959, 1988)                                              |
| Botafogo            | Rio de Janeiro | RJ     | 4°           | Maracanã[BOT]                     | 78 838        | 2 (1968[TB], 1995)                                          |
| Chapecoense         | Chapecó        | SC     | 2º (Série B) | Arena Condá                       | 19 325        | 0 (não possui)                                              |
| Corinthians         | São Paulo      | SP     | 10°          | Arena Corinthians                 | 45 000        | 5 (1990, 1998, 1999, 2005, 2011)                            |
| Coritiba            | Curitiba       | PR     | 11º          | Couto Pereira                     | 40 502        | 1 (1985)                                                    |
| Criciúma            | Criciúma       | SC     | 14º          | Heriberto Hülse                   | 19 300        | 0 (não possui)                                              |
| Cruzeiro            | Belo Horizonte | MG     | 1º           | Mineirão                          | 61 846        | 3 (1966, 2003, 2013)                                        |
| Figueirense         | Florianópolis  | SC     | 4º (Série B) | Orlando Scarpelli                 | 19 584        | 0 (não possui)                                              |
| Flamengo            | Rio de Janeiro | RJ     | 16º          | Maracanã                          | 78 838        | 5 (1980, 1982, 1983, 1992, 2009)                            |
| Fluminense          | Rio de Janeiro | RJ     | 15°          | Maracanã                          | 78 838        | 4 (1970, 1984, 2010, 2012)                                  |
| Goiás               | Goiânia        | GO     | 6°           | Serra Dourada                     | 42 000        | 0 (não possui)                                              |
| Grêmio              | Porto Alegre   | RS     | 2°           | Arena do Grêmio                   | 55 500        | 2 (1981, 1996)                                              |
| Internacional       | Porto Alegre   | RS     | 13°          | Beira-Rio                         | 56 000        | 3 (1975, 1976, 1979)                                        |
| Palmeiras           | São Paulo      | SP     | 1º (Série B) | Pacaembu[PAL] Allianz Parque[PAL] | 37 730 43 713 | 8 (1960, 1967[TB], 1967[RGP], 1969, 1972, 1973, 1993, 1994) |
| Santos              | Santos         | SP     | 7°           | Vila Belmiro                      | 16 068        | 8 (1961, 1962, 1963, 1964, 1965, 1968[RGP], 2002, 2004)     |
| São Paulo           | São Paulo      | SP     | 9°           | Morumbi                           | 66 795        | 6 (1977, 1986, 1991, 2006, 2007, 2008)                      |
| Sport               | Recife         | PE     | 3º (Série B) | Ilha do Retiro                    | 30 520        | 1 (1987)                                                    |
| Vitória             | Salvador       | BA     | 5°           | Barradão                          | 35 000        | 0 (não possui)                                              |

Notas
- RGP. ^ Torneio Roberto Gomes Pedrosa
- TB. ^ Taça Brasil
- BOT. ^  O Estádio Engenhão estava interditado para partidas de futebol. O Botafogo mandou seus jogos no Maracanã.
- PAL. ^  O Palmeiras mandou seus jogos no Estádio do Pacaembu até a 33ª rodada. A partir da 35ª rodada passou a utilizar seu próprio estádio, o Allianz Parque.[23]

## Indefinição de participantes
Por ter escalado o atleta Héverton contra o Grêmio, na última rodada do Campeonato Brasileiro de 2013, a Portuguesa foi julgada e condenada por unanimidade pelo Superior Tribunal de Justiça Desportiva com a perda de quatro pontos. Assim, a equipe paulista caiu para a 17ª colocação, primeira dentro da zona de rebaixamento, livrando o Fluminense da queda para a Série B.
Inconformados com a decisão do STJD, torcedores da Portuguesa entraram com várias ações na Justiça comum em 2014 e alguns deles até conseguiram liminares que devolviam o time paulista à primeira divisão, mas a Confederação Brasileira de Futebol conseguiu derrubar uma a uma, questionando a legitimidade dos torcedores para defenderem o clube. Em fevereiro, foi a vez do Ministério Público de São Paulo entrar com uma Ação Civil Pública contra a confederação, mas o pedido foi negado, mantendo a punição.
No começo de abril de 2014, a Portuguesa finalmente entrou na Justiça comum para anular uma decisão do STJD. A decisão inicial da Justiça comum foi favorável à Portuguesa, que recuperava a vaga na Série A perdida para o Fluminense. No entanto, a CBF conseguiu cassar a decisão. Um dia antes da estreia do time na Série B 2014, dirigentes descobriram a existência de uma liminar que mantinha a Portuguesa na Série A. Ainda assim a equipe entrou em campo para enfrentar o Joinville na estreia da Série B, mas abandonou a partida aos 17 minutos após essa liminar chegar as mãos do delegado da partida.
A menos de uma semana do início da Série A, o Icasa obteve uma liminar na Justiça comum para participar da competição. O clube cearense havia terminado a Série B 2013 na quinta colocação, um ponto atrás do Figueirense, porém o time catarinense escalou o jogador Luan de forma irregular (o atleta ainda tinha contrato com outro clube). Dias depois, a CBF conseguiu da Justiça a cassação dessa liminar.

## Estádios
| Atlético Mineiro | Atlético Paranaense | Bahia | Botafogo | Chapecoense | Corinthians        |
| --- | --- | --- | --- | --- | ------------------ |
| Independência | Arena da Baixada | Arena Fonte Nova | Maracanã | Arena Condá | Arena Corinthians  |
| Capacidade: 23 018 | Capacidade: 42 372 | Capacidade: 50 025 | Capacidade: 78 838 | Capacidade: 19 325 | Capacidade: 45 000 |
| | | | | |                    |
| Coritiba | \| Atlético-MG Atlético-PR Bahia Chapecoense Coritiba Criciúma Cruzeiro Figueirense Goiás Grêmio Internacional Santos Sport Vitória São Paulo Rio de Janeiro Rio de Janeiro: Botafogo Flamengo Fluminense São Paulo: Corinthians Palmeiras São PauloLocalização das equipes participantes da Série A de 2014. \| | \| Atlético-MG Atlético-PR Bahia Chapecoense Coritiba Criciúma Cruzeiro Figueirense Goiás Grêmio Internacional Santos Sport Vitória São Paulo Rio de Janeiro Rio de Janeiro: Botafogo Flamengo Fluminense São Paulo: Corinthians Palmeiras São PauloLocalização das equipes participantes da Série A de 2014. \| | \| Atlético-MG Atlético-PR Bahia Chapecoense Coritiba Criciúma Cruzeiro Figueirense Goiás Grêmio Internacional Santos Sport Vitória São Paulo Rio de Janeiro Rio de Janeiro: Botafogo Flamengo Fluminense São Paulo: Corinthians Palmeiras São PauloLocalização das equipes participantes da Série A de 2014. \| | \| Atlético-MG Atlético-PR Bahia Chapecoense Coritiba Criciúma Cruzeiro Figueirense Goiás Grêmio Internacional Santos Sport Vitória São Paulo Rio de Janeiro Rio de Janeiro: Botafogo Flamengo Fluminense São Paulo: Corinthians Palmeiras São PauloLocalização das equipes participantes da Série A de 2014. \| | Criciúma           |
| Couto Pereira | \| Atlético-MG Atlético-PR Bahia Chapecoense Coritiba Criciúma Cruzeiro Figueirense Goiás Grêmio Internacional Santos Sport Vitória São Paulo Rio de Janeiro Rio de Janeiro: Botafogo Flamengo Fluminense São Paulo: Corinthians Palmeiras São PauloLocalização das equipes participantes da Série A de 2014. \| | \| Atlético-MG Atlético-PR Bahia Chapecoense Coritiba Criciúma Cruzeiro Figueirense Goiás Grêmio Internacional Santos Sport Vitória São Paulo Rio de Janeiro Rio de Janeiro: Botafogo Flamengo Fluminense São Paulo: Corinthians Palmeiras São PauloLocalização das equipes participantes da Série A de 2014. \| | \| Atlético-MG Atlético-PR Bahia Chapecoense Coritiba Criciúma Cruzeiro Figueirense Goiás Grêmio Internacional Santos Sport Vitória São Paulo Rio de Janeiro Rio de Janeiro: Botafogo Flamengo Fluminense São Paulo: Corinthians Palmeiras São PauloLocalização das equipes participantes da Série A de 2014. \| | \| Atlético-MG Atlético-PR Bahia Chapecoense Coritiba Criciúma Cruzeiro Figueirense Goiás Grêmio Internacional Santos Sport Vitória São Paulo Rio de Janeiro Rio de Janeiro: Botafogo Flamengo Fluminense São Paulo: Corinthians Palmeiras São PauloLocalização das equipes participantes da Série A de 2014. \| | Heriberto Hülse    |
| Capacidade: 40 502 | \| Atlético-MG Atlético-PR Bahia Chapecoense Coritiba Criciúma Cruzeiro Figueirense Goiás Grêmio Internacional Santos Sport Vitória São Paulo Rio de Janeiro Rio de Janeiro: Botafogo Flamengo Fluminense São Paulo: Corinthians Palmeiras São PauloLocalização das equipes participantes da Série A de 2014. \| | \| Atlético-MG Atlético-PR Bahia Chapecoense Coritiba Criciúma Cruzeiro Figueirense Goiás Grêmio Internacional Santos Sport Vitória São Paulo Rio de Janeiro Rio de Janeiro: Botafogo Flamengo Fluminense São Paulo: Corinthians Palmeiras São PauloLocalização das equipes participantes da Série A de 2014. \| | \| Atlético-MG Atlético-PR Bahia Chapecoense Coritiba Criciúma Cruzeiro Figueirense Goiás Grêmio Internacional Santos Sport Vitória São Paulo Rio de Janeiro Rio de Janeiro: Botafogo Flamengo Fluminense São Paulo: Corinthians Palmeiras São PauloLocalização das equipes participantes da Série A de 2014. \| | \| Atlético-MG Atlético-PR Bahia Chapecoense Coritiba Criciúma Cruzeiro Figueirense Goiás Grêmio Internacional Santos Sport Vitória São Paulo Rio de Janeiro Rio de Janeiro: Botafogo Flamengo Fluminense São Paulo: Corinthians Palmeiras São PauloLocalização das equipes participantes da Série A de 2014. \| | Capacidade: 19 300 |
| | \| Atlético-MG Atlético-PR Bahia Chapecoense Coritiba Criciúma Cruzeiro Figueirense Goiás Grêmio Internacional Santos Sport Vitória São Paulo Rio de Janeiro Rio de Janeiro: Botafogo Flamengo Fluminense São Paulo: Corinthians Palmeiras São PauloLocalização das equipes participantes da Série A de 2014. \| | \| Atlético-MG Atlético-PR Bahia Chapecoense Coritiba Criciúma Cruzeiro Figueirense Goiás Grêmio Internacional Santos Sport Vitória São Paulo Rio de Janeiro Rio de Janeiro: Botafogo Flamengo Fluminense São Paulo: Corinthians Palmeiras São PauloLocalização das equipes participantes da Série A de 2014. \| | \| Atlético-MG Atlético-PR Bahia Chapecoense Coritiba Criciúma Cruzeiro Figueirense Goiás Grêmio Internacional Santos Sport Vitória São Paulo Rio de Janeiro Rio de Janeiro: Botafogo Flamengo Fluminense São Paulo: Corinthians Palmeiras São PauloLocalização das equipes participantes da Série A de 2014. \| | \| Atlético-MG Atlético-PR Bahia Chapecoense Coritiba Criciúma Cruzeiro Figueirense Goiás Grêmio Internacional Santos Sport Vitória São Paulo Rio de Janeiro Rio de Janeiro: Botafogo Flamengo Fluminense São Paulo: Corinthians Palmeiras São PauloLocalização das equipes participantes da Série A de 2014. \| |                    |
| Cruzeiro | \| Atlético-MG Atlético-PR Bahia Chapecoense Coritiba Criciúma Cruzeiro Figueirense Goiás Grêmio Internacional Santos Sport Vitória São Paulo Rio de Janeiro Rio de Janeiro: Botafogo Flamengo Fluminense São Paulo: Corinthians Palmeiras São PauloLocalização das equipes participantes da Série A de 2014. \| | \| Atlético-MG Atlético-PR Bahia Chapecoense Coritiba Criciúma Cruzeiro Figueirense Goiás Grêmio Internacional Santos Sport Vitória São Paulo Rio de Janeiro Rio de Janeiro: Botafogo Flamengo Fluminense São Paulo: Corinthians Palmeiras São PauloLocalização das equipes participantes da Série A de 2014. \| | \| Atlético-MG Atlético-PR Bahia Chapecoense Coritiba Criciúma Cruzeiro Figueirense Goiás Grêmio Internacional Santos Sport Vitória São Paulo Rio de Janeiro Rio de Janeiro: Botafogo Flamengo Fluminense São Paulo: Corinthians Palmeiras São PauloLocalização das equipes participantes da Série A de 2014. \| | \| Atlético-MG Atlético-PR Bahia Chapecoense Coritiba Criciúma Cruzeiro Figueirense Goiás Grêmio Internacional Santos Sport Vitória São Paulo Rio de Janeiro Rio de Janeiro: Botafogo Flamengo Fluminense São Paulo: Corinthians Palmeiras São PauloLocalização das equipes participantes da Série A de 2014. \| | Figueirense        |
| Mineirão | \| Atlético-MG Atlético-PR Bahia Chapecoense Coritiba Criciúma Cruzeiro Figueirense Goiás Grêmio Internacional Santos Sport Vitória São Paulo Rio de Janeiro Rio de Janeiro: Botafogo Flamengo Fluminense São Paulo: Corinthians Palmeiras São PauloLocalização das equipes participantes da Série A de 2014. \| | \| Atlético-MG Atlético-PR Bahia Chapecoense Coritiba Criciúma Cruzeiro Figueirense Goiás Grêmio Internacional Santos Sport Vitória São Paulo Rio de Janeiro Rio de Janeiro: Botafogo Flamengo Fluminense São Paulo: Corinthians Palmeiras São PauloLocalização das equipes participantes da Série A de 2014. \| | \| Atlético-MG Atlético-PR Bahia Chapecoense Coritiba Criciúma Cruzeiro Figueirense Goiás Grêmio Internacional Santos Sport Vitória São Paulo Rio de Janeiro Rio de Janeiro: Botafogo Flamengo Fluminense São Paulo: Corinthians Palmeiras São PauloLocalização das equipes participantes da Série A de 2014. \| | \| Atlético-MG Atlético-PR Bahia Chapecoense Coritiba Criciúma Cruzeiro Figueirense Goiás Grêmio Internacional Santos Sport Vitória São Paulo Rio de Janeiro Rio de Janeiro: Botafogo Flamengo Fluminense São Paulo: Corinthians Palmeiras São PauloLocalização das equipes participantes da Série A de 2014. \| | Orlando Scarpelli  |
| Capacidade: 61 846 | \| Atlético-MG Atlético-PR Bahia Chapecoense Coritiba Criciúma Cruzeiro Figueirense Goiás Grêmio Internacional Santos Sport Vitória São Paulo Rio de Janeiro Rio de Janeiro: Botafogo Flamengo Fluminense São Paulo: Corinthians Palmeiras São PauloLocalização das equipes participantes da Série A de 2014. \| | \| Atlético-MG Atlético-PR Bahia Chapecoense Coritiba Criciúma Cruzeiro Figueirense Goiás Grêmio Internacional Santos Sport Vitória São Paulo Rio de Janeiro Rio de Janeiro: Botafogo Flamengo Fluminense São Paulo: Corinthians Palmeiras São PauloLocalização das equipes participantes da Série A de 2014. \| | \| Atlético-MG Atlético-PR Bahia Chapecoense Coritiba Criciúma Cruzeiro Figueirense Goiás Grêmio Internacional Santos Sport Vitória São Paulo Rio de Janeiro Rio de Janeiro: Botafogo Flamengo Fluminense São Paulo: Corinthians Palmeiras São PauloLocalização das equipes participantes da Série A de 2014. \| | \| Atlético-MG Atlético-PR Bahia Chapecoense Coritiba Criciúma Cruzeiro Figueirense Goiás Grêmio Internacional Santos Sport Vitória São Paulo Rio de Janeiro Rio de Janeiro: Botafogo Flamengo Fluminense São Paulo: Corinthians Palmeiras São PauloLocalização das equipes participantes da Série A de 2014. \| | Capacidade: 19 584 |
| | \| Atlético-MG Atlético-PR Bahia Chapecoense Coritiba Criciúma Cruzeiro Figueirense Goiás Grêmio Internacional Santos Sport Vitória São Paulo Rio de Janeiro Rio de Janeiro: Botafogo Flamengo Fluminense São Paulo: Corinthians Palmeiras São PauloLocalização das equipes participantes da Série A de 2014. \| | \| Atlético-MG Atlético-PR Bahia Chapecoense Coritiba Criciúma Cruzeiro Figueirense Goiás Grêmio Internacional Santos Sport Vitória São Paulo Rio de Janeiro Rio de Janeiro: Botafogo Flamengo Fluminense São Paulo: Corinthians Palmeiras São PauloLocalização das equipes participantes da Série A de 2014. \| | \| Atlético-MG Atlético-PR Bahia Chapecoense Coritiba Criciúma Cruzeiro Figueirense Goiás Grêmio Internacional Santos Sport Vitória São Paulo Rio de Janeiro Rio de Janeiro: Botafogo Flamengo Fluminense São Paulo: Corinthians Palmeiras São PauloLocalização das equipes participantes da Série A de 2014. \| | \| Atlético-MG Atlético-PR Bahia Chapecoense Coritiba Criciúma Cruzeiro Figueirense Goiás Grêmio Internacional Santos Sport Vitória São Paulo Rio de Janeiro Rio de Janeiro: Botafogo Flamengo Fluminense São Paulo: Corinthians Palmeiras São PauloLocalização das equipes participantes da Série A de 2014. \| |                    |
| Flamengo | \| Atlético-MG Atlético-PR Bahia Chapecoense Coritiba Criciúma Cruzeiro Figueirense Goiás Grêmio Internacional Santos Sport Vitória São Paulo Rio de Janeiro Rio de Janeiro: Botafogo Flamengo Fluminense São Paulo: Corinthians Palmeiras São PauloLocalização das equipes participantes da Série A de 2014. \| | \| Atlético-MG Atlético-PR Bahia Chapecoense Coritiba Criciúma Cruzeiro Figueirense Goiás Grêmio Internacional Santos Sport Vitória São Paulo Rio de Janeiro Rio de Janeiro: Botafogo Flamengo Fluminense São Paulo: Corinthians Palmeiras São PauloLocalização das equipes participantes da Série A de 2014. \| | \| Atlético-MG Atlético-PR Bahia Chapecoense Coritiba Criciúma Cruzeiro Figueirense Goiás Grêmio Internacional Santos Sport Vitória São Paulo Rio de Janeiro Rio de Janeiro: Botafogo Flamengo Fluminense São Paulo: Corinthians Palmeiras São PauloLocalização das equipes participantes da Série A de 2014. \| | \| Atlético-MG Atlético-PR Bahia Chapecoense Coritiba Criciúma Cruzeiro Figueirense Goiás Grêmio Internacional Santos Sport Vitória São Paulo Rio de Janeiro Rio de Janeiro: Botafogo Flamengo Fluminense São Paulo: Corinthians Palmeiras São PauloLocalização das equipes participantes da Série A de 2014. \| | Fluminense         |
| Maracanã | \| Atlético-MG Atlético-PR Bahia Chapecoense Coritiba Criciúma Cruzeiro Figueirense Goiás Grêmio Internacional Santos Sport Vitória São Paulo Rio de Janeiro Rio de Janeiro: Botafogo Flamengo Fluminense São Paulo: Corinthians Palmeiras São PauloLocalização das equipes participantes da Série A de 2014. \| | \| Atlético-MG Atlético-PR Bahia Chapecoense Coritiba Criciúma Cruzeiro Figueirense Goiás Grêmio Internacional Santos Sport Vitória São Paulo Rio de Janeiro Rio de Janeiro: Botafogo Flamengo Fluminense São Paulo: Corinthians Palmeiras São PauloLocalização das equipes participantes da Série A de 2014. \| | \| Atlético-MG Atlético-PR Bahia Chapecoense Coritiba Criciúma Cruzeiro Figueirense Goiás Grêmio Internacional Santos Sport Vitória São Paulo Rio de Janeiro Rio de Janeiro: Botafogo Flamengo Fluminense São Paulo: Corinthians Palmeiras São PauloLocalização das equipes participantes da Série A de 2014. \| | \| Atlético-MG Atlético-PR Bahia Chapecoense Coritiba Criciúma Cruzeiro Figueirense Goiás Grêmio Internacional Santos Sport Vitória São Paulo Rio de Janeiro Rio de Janeiro: Botafogo Flamengo Fluminense São Paulo: Corinthians Palmeiras São PauloLocalização das equipes participantes da Série A de 2014. \| | Maracanã           |
| Capacidade: 78 838 | \| Atlético-MG Atlético-PR Bahia Chapecoense Coritiba Criciúma Cruzeiro Figueirense Goiás Grêmio Internacional Santos Sport Vitória São Paulo Rio de Janeiro Rio de Janeiro: Botafogo Flamengo Fluminense São Paulo: Corinthians Palmeiras São PauloLocalização das equipes participantes da Série A de 2014. \| | \| Atlético-MG Atlético-PR Bahia Chapecoense Coritiba Criciúma Cruzeiro Figueirense Goiás Grêmio Internacional Santos Sport Vitória São Paulo Rio de Janeiro Rio de Janeiro: Botafogo Flamengo Fluminense São Paulo: Corinthians Palmeiras São PauloLocalização das equipes participantes da Série A de 2014. \| | \| Atlético-MG Atlético-PR Bahia Chapecoense Coritiba Criciúma Cruzeiro Figueirense Goiás Grêmio Internacional Santos Sport Vitória São Paulo Rio de Janeiro Rio de Janeiro: Botafogo Flamengo Fluminense São Paulo: Corinthians Palmeiras São PauloLocalização das equipes participantes da Série A de 2014. \| | \| Atlético-MG Atlético-PR Bahia Chapecoense Coritiba Criciúma Cruzeiro Figueirense Goiás Grêmio Internacional Santos Sport Vitória São Paulo Rio de Janeiro Rio de Janeiro: Botafogo Flamengo Fluminense São Paulo: Corinthians Palmeiras São PauloLocalização das equipes participantes da Série A de 2014. \| | Capacidade: 78 838 |
| | \| Atlético-MG Atlético-PR Bahia Chapecoense Coritiba Criciúma Cruzeiro Figueirense Goiás Grêmio Internacional Santos Sport Vitória São Paulo Rio de Janeiro Rio de Janeiro: Botafogo Flamengo Fluminense São Paulo: Corinthians Palmeiras São PauloLocalização das equipes participantes da Série A de 2014. \| | \| Atlético-MG Atlético-PR Bahia Chapecoense Coritiba Criciúma Cruzeiro Figueirense Goiás Grêmio Internacional Santos Sport Vitória São Paulo Rio de Janeiro Rio de Janeiro: Botafogo Flamengo Fluminense São Paulo: Corinthians Palmeiras São PauloLocalização das equipes participantes da Série A de 2014. \| | \| Atlético-MG Atlético-PR Bahia Chapecoense Coritiba Criciúma Cruzeiro Figueirense Goiás Grêmio Internacional Santos Sport Vitória São Paulo Rio de Janeiro Rio de Janeiro: Botafogo Flamengo Fluminense São Paulo: Corinthians Palmeiras São PauloLocalização das equipes participantes da Série A de 2014. \| | \| Atlético-MG Atlético-PR Bahia Chapecoense Coritiba Criciúma Cruzeiro Figueirense Goiás Grêmio Internacional Santos Sport Vitória São Paulo Rio de Janeiro Rio de Janeiro: Botafogo Flamengo Fluminense São Paulo: Corinthians Palmeiras São PauloLocalização das equipes participantes da Série A de 2014. \| |                    |
| Goiás | \| Atlético-MG Atlético-PR Bahia Chapecoense Coritiba Criciúma Cruzeiro Figueirense Goiás Grêmio Internacional Santos Sport Vitória São Paulo Rio de Janeiro Rio de Janeiro: Botafogo Flamengo Fluminense São Paulo: Corinthians Palmeiras São PauloLocalização das equipes participantes da Série A de 2014. \| | \| Atlético-MG Atlético-PR Bahia Chapecoense Coritiba Criciúma Cruzeiro Figueirense Goiás Grêmio Internacional Santos Sport Vitória São Paulo Rio de Janeiro Rio de Janeiro: Botafogo Flamengo Fluminense São Paulo: Corinthians Palmeiras São PauloLocalização das equipes participantes da Série A de 2014. \| | \| Atlético-MG Atlético-PR Bahia Chapecoense Coritiba Criciúma Cruzeiro Figueirense Goiás Grêmio Internacional Santos Sport Vitória São Paulo Rio de Janeiro Rio de Janeiro: Botafogo Flamengo Fluminense São Paulo: Corinthians Palmeiras São PauloLocalização das equipes participantes da Série A de 2014. \| | \| Atlético-MG Atlético-PR Bahia Chapecoense Coritiba Criciúma Cruzeiro Figueirense Goiás Grêmio Internacional Santos Sport Vitória São Paulo Rio de Janeiro Rio de Janeiro: Botafogo Flamengo Fluminense São Paulo: Corinthians Palmeiras São PauloLocalização das equipes participantes da Série A de 2014. \| | Grêmio             |
| Serra Dourada | \| Atlético-MG Atlético-PR Bahia Chapecoense Coritiba Criciúma Cruzeiro Figueirense Goiás Grêmio Internacional Santos Sport Vitória São Paulo Rio de Janeiro Rio de Janeiro: Botafogo Flamengo Fluminense São Paulo: Corinthians Palmeiras São PauloLocalização das equipes participantes da Série A de 2014. \| | \| Atlético-MG Atlético-PR Bahia Chapecoense Coritiba Criciúma Cruzeiro Figueirense Goiás Grêmio Internacional Santos Sport Vitória São Paulo Rio de Janeiro Rio de Janeiro: Botafogo Flamengo Fluminense São Paulo: Corinthians Palmeiras São PauloLocalização das equipes participantes da Série A de 2014. \| | \| Atlético-MG Atlético-PR Bahia Chapecoense Coritiba Criciúma Cruzeiro Figueirense Goiás Grêmio Internacional Santos Sport Vitória São Paulo Rio de Janeiro Rio de Janeiro: Botafogo Flamengo Fluminense São Paulo: Corinthians Palmeiras São PauloLocalização das equipes participantes da Série A de 2014. \| | \| Atlético-MG Atlético-PR Bahia Chapecoense Coritiba Criciúma Cruzeiro Figueirense Goiás Grêmio Internacional Santos Sport Vitória São Paulo Rio de Janeiro Rio de Janeiro: Botafogo Flamengo Fluminense São Paulo: Corinthians Palmeiras São PauloLocalização das equipes participantes da Série A de 2014. \| | Arena do Grêmio    |
| Capacidade: 42 000 | \| Atlético-MG Atlético-PR Bahia Chapecoense Coritiba Criciúma Cruzeiro Figueirense Goiás Grêmio Internacional Santos Sport Vitória São Paulo Rio de Janeiro Rio de Janeiro: Botafogo Flamengo Fluminense São Paulo: Corinthians Palmeiras São PauloLocalização das equipes participantes da Série A de 2014. \| | \| Atlético-MG Atlético-PR Bahia Chapecoense Coritiba Criciúma Cruzeiro Figueirense Goiás Grêmio Internacional Santos Sport Vitória São Paulo Rio de Janeiro Rio de Janeiro: Botafogo Flamengo Fluminense São Paulo: Corinthians Palmeiras São PauloLocalização das equipes participantes da Série A de 2014. \| | \| Atlético-MG Atlético-PR Bahia Chapecoense Coritiba Criciúma Cruzeiro Figueirense Goiás Grêmio Internacional Santos Sport Vitória São Paulo Rio de Janeiro Rio de Janeiro: Botafogo Flamengo Fluminense São Paulo: Corinthians Palmeiras São PauloLocalização das equipes participantes da Série A de 2014. \| | \| Atlético-MG Atlético-PR Bahia Chapecoense Coritiba Criciúma Cruzeiro Figueirense Goiás Grêmio Internacional Santos Sport Vitória São Paulo Rio de Janeiro Rio de Janeiro: Botafogo Flamengo Fluminense São Paulo: Corinthians Palmeiras São PauloLocalização das equipes participantes da Série A de 2014. \| | Capacidade: 55 500 |
| | \| Atlético-MG Atlético-PR Bahia Chapecoense Coritiba Criciúma Cruzeiro Figueirense Goiás Grêmio Internacional Santos Sport Vitória São Paulo Rio de Janeiro Rio de Janeiro: Botafogo Flamengo Fluminense São Paulo: Corinthians Palmeiras São PauloLocalização das equipes participantes da Série A de 2014. \| | \| Atlético-MG Atlético-PR Bahia Chapecoense Coritiba Criciúma Cruzeiro Figueirense Goiás Grêmio Internacional Santos Sport Vitória São Paulo Rio de Janeiro Rio de Janeiro: Botafogo Flamengo Fluminense São Paulo: Corinthians Palmeiras São PauloLocalização das equipes participantes da Série A de 2014. \| | \| Atlético-MG Atlético-PR Bahia Chapecoense Coritiba Criciúma Cruzeiro Figueirense Goiás Grêmio Internacional Santos Sport Vitória São Paulo Rio de Janeiro Rio de Janeiro: Botafogo Flamengo Fluminense São Paulo: Corinthians Palmeiras São PauloLocalização das equipes participantes da Série A de 2014. \| | \| Atlético-MG Atlético-PR Bahia Chapecoense Coritiba Criciúma Cruzeiro Figueirense Goiás Grêmio Internacional Santos Sport Vitória São Paulo Rio de Janeiro Rio de Janeiro: Botafogo Flamengo Fluminense São Paulo: Corinthians Palmeiras São PauloLocalização das equipes participantes da Série A de 2014. \| |                    |
| Internacional | Palmeiras | Santos | São Paulo | Sport | Vitória            |
| Beira-Rio | Allianz Parque / Pacaembu | Vila Belmiro | Morumbi | Ilha do Retiro | Barradão           |
| Capacidade: 56 000 | Capacidade: 43 713 / 37 730 | Capacidade: 16 068 | Capacidade: 66 795 | Capacidade: 30 520 | Capacidade: 35 000 |
| | | | | |                    |
| Atlético-MG Atlético-PR Bahia Chapecoense Coritiba Criciúma Cruzeiro Figueirense Goiás Grêmio Internacional Santos Sport Vitória São Paulo Rio de Janeiro Rio de Janeiro: Botafogo Flamengo Fluminense São Paulo: Corinthians Palmeiras São PauloLocalização das equipes participantes da Série A de 2014. | | | | |                    |

### Outros estádios
Devido a realização da Copa do Mundo FIFA de 2014, alguns estádios foram cedidos para as seleções como centro de treinamento, além dos doze estádios que foram utilizados para a realização do evento. Com isso alguns clubes ficaram impossibilitados de mandar os jogos em seus estádios em algumas rodadas. Outro fator é a perda de mando de campo imposta a alguns clubes por punição do STJD ou simplesmente por opção dos clubes mandar seus jogos em outros locais, geralmente buscando uma melhor renda. Há ainda o caso do Sport Recife, que além de utilizar a Ilha do Retiro, manda jogos na Arena Pernambuco. Com isso os seguintes estádios também são utilizados:

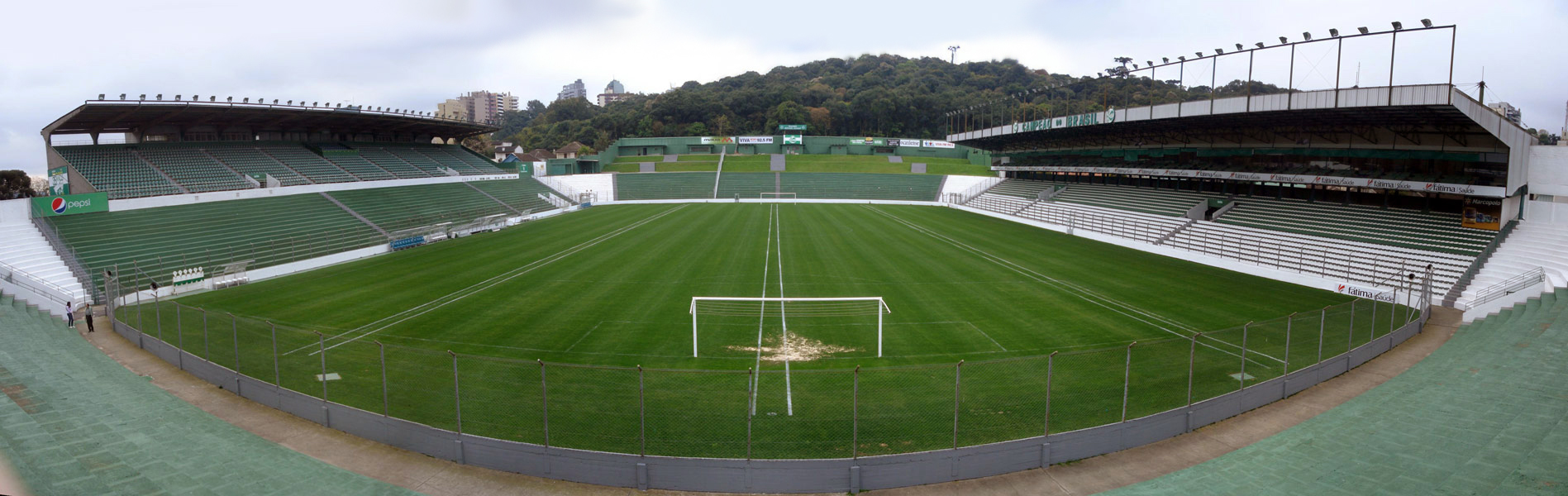
Alfredo Jaconi (Caxias do Sul)
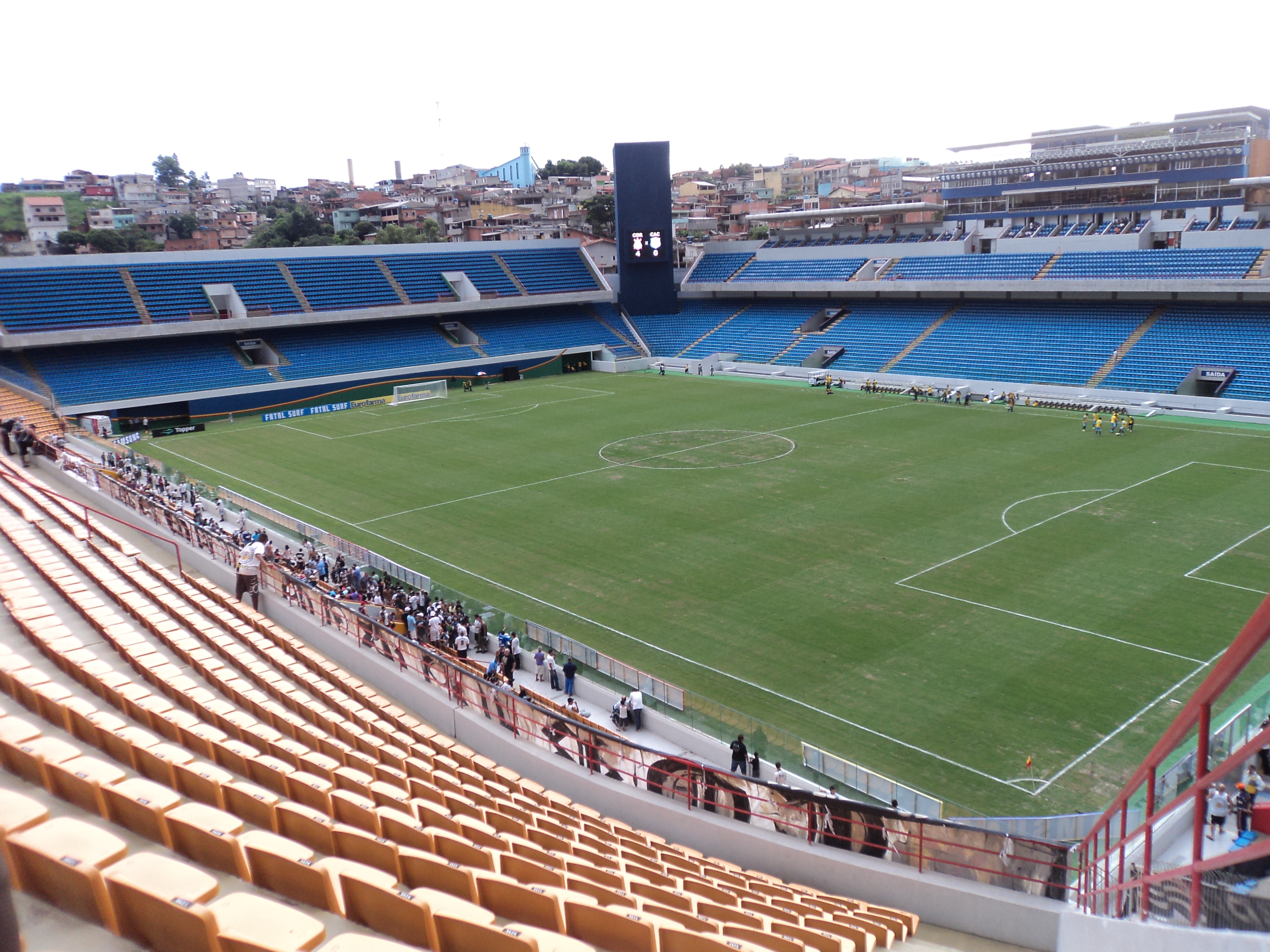
Arena Barueri (Barueri)
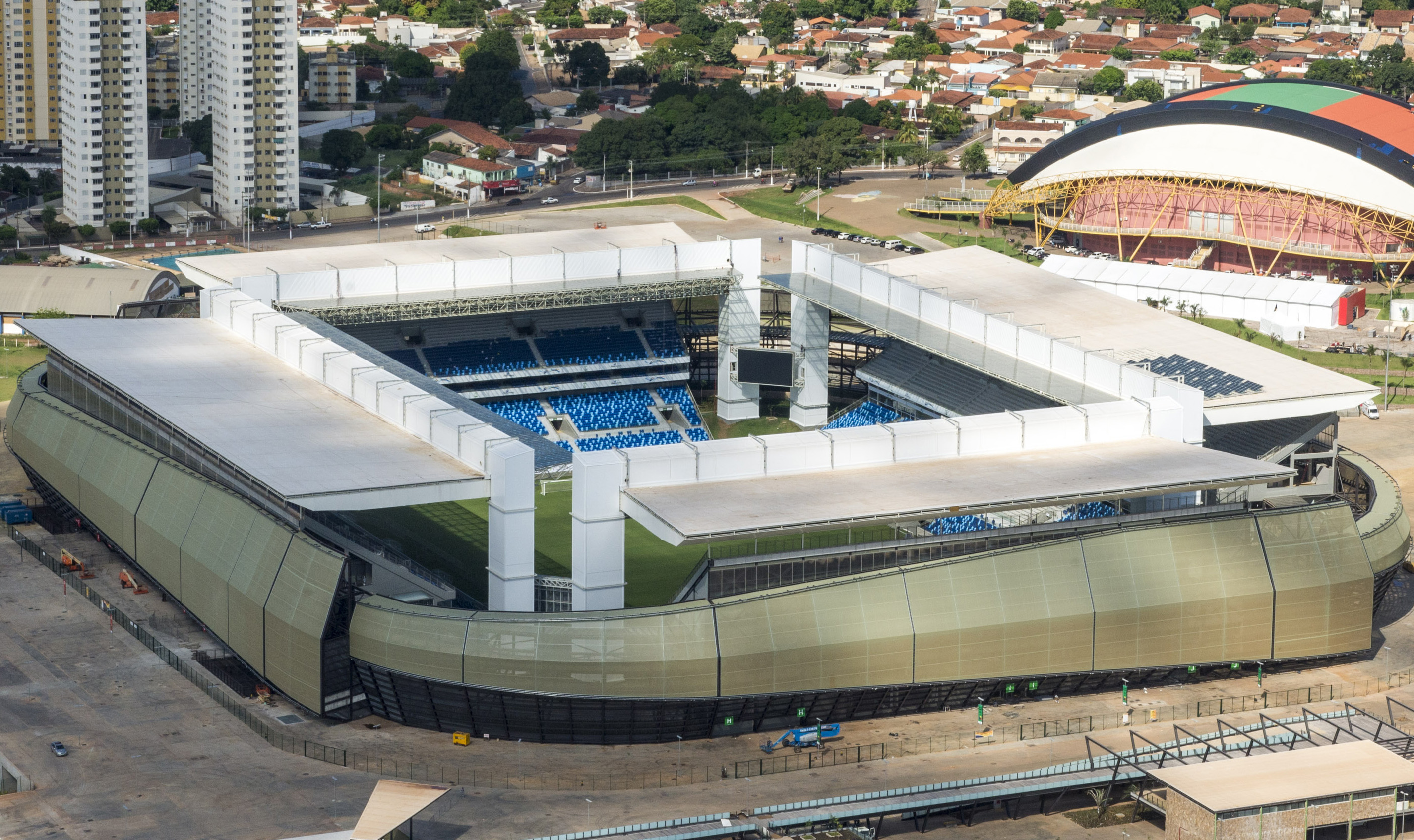
Arena Pantanal (Cuiabá)
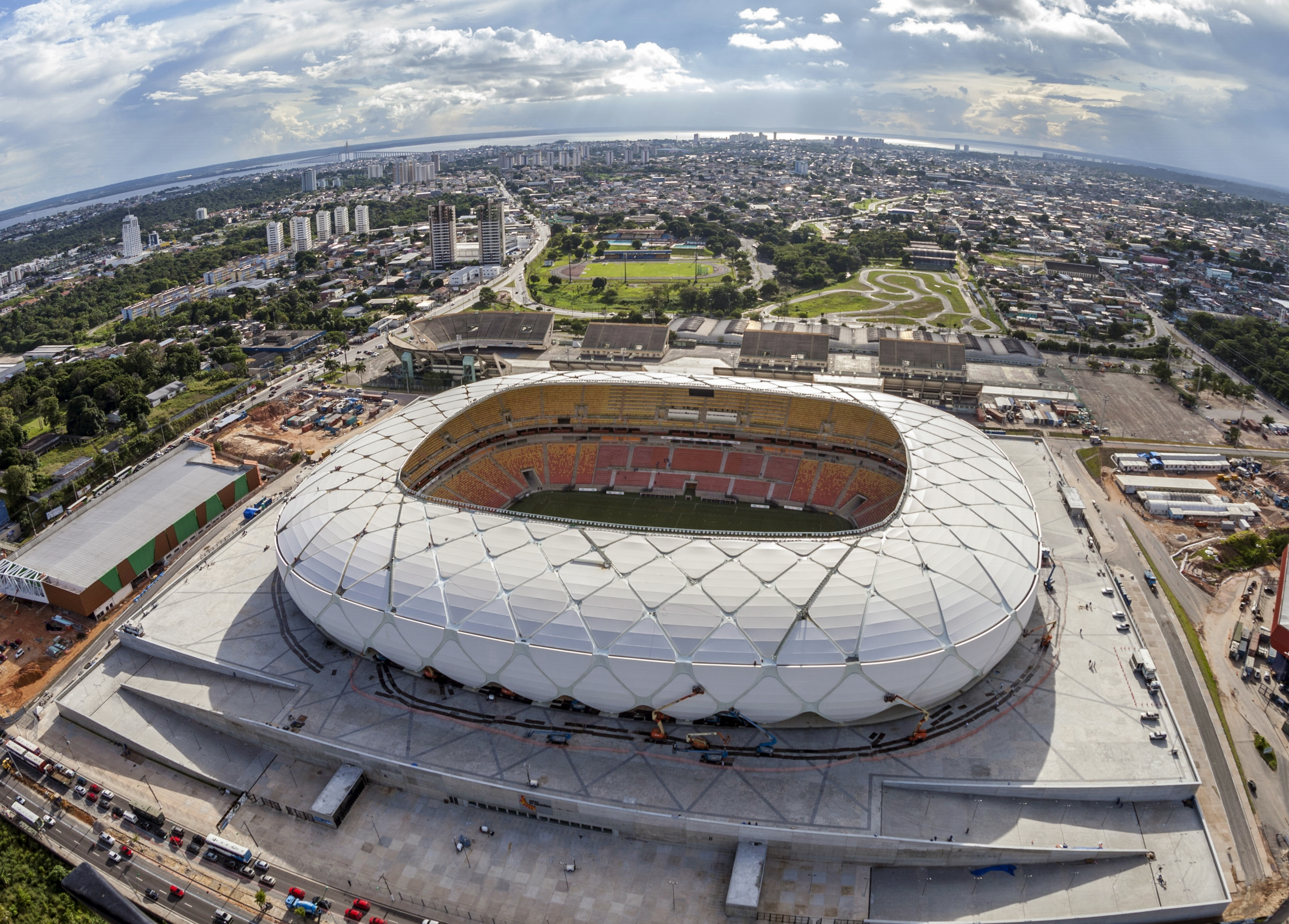
Arena da Amazônia (Manaus)
Arena do Jacaré (Sete Lagoas)
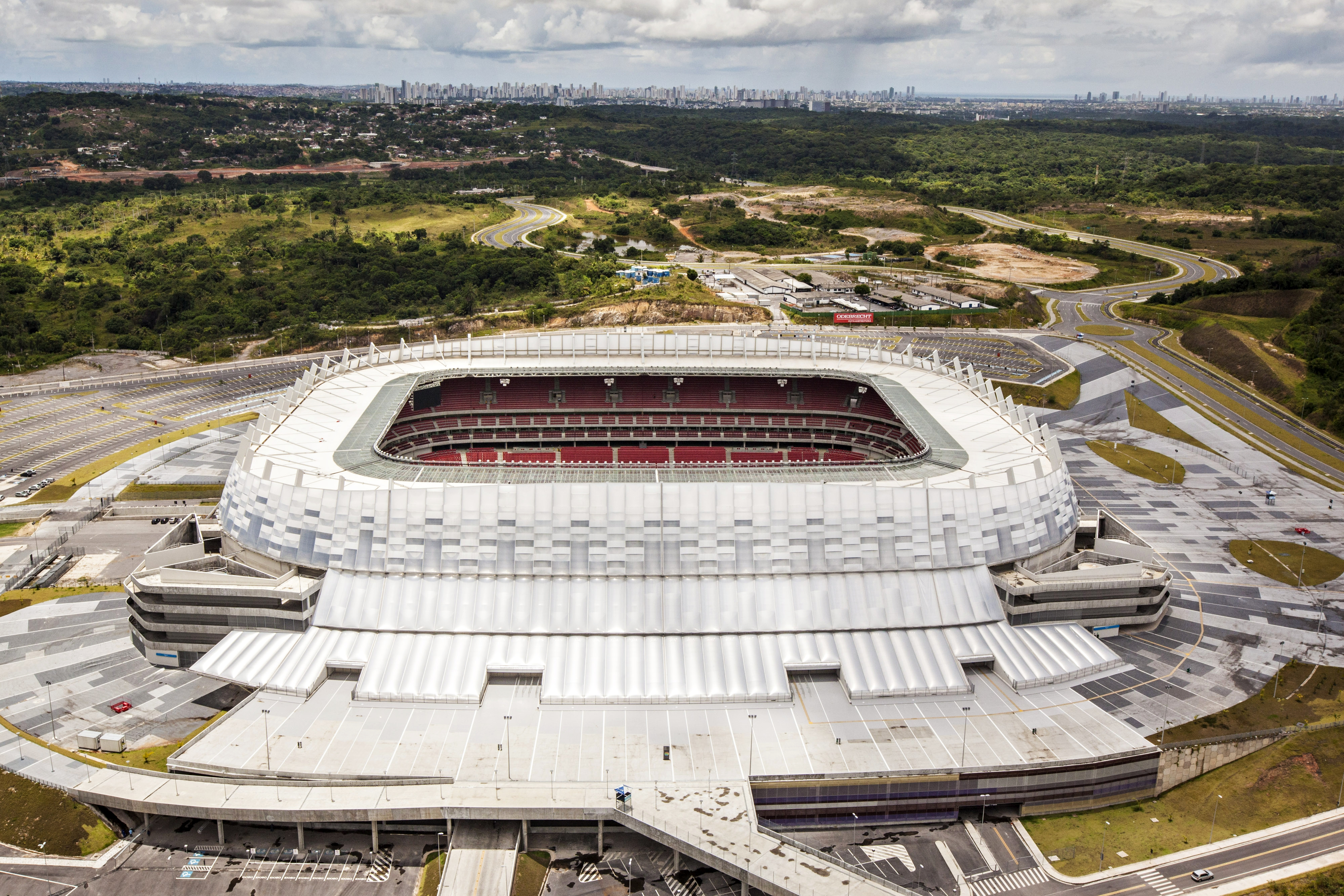
Arena Pernambuco (São Lourenço da Mata)
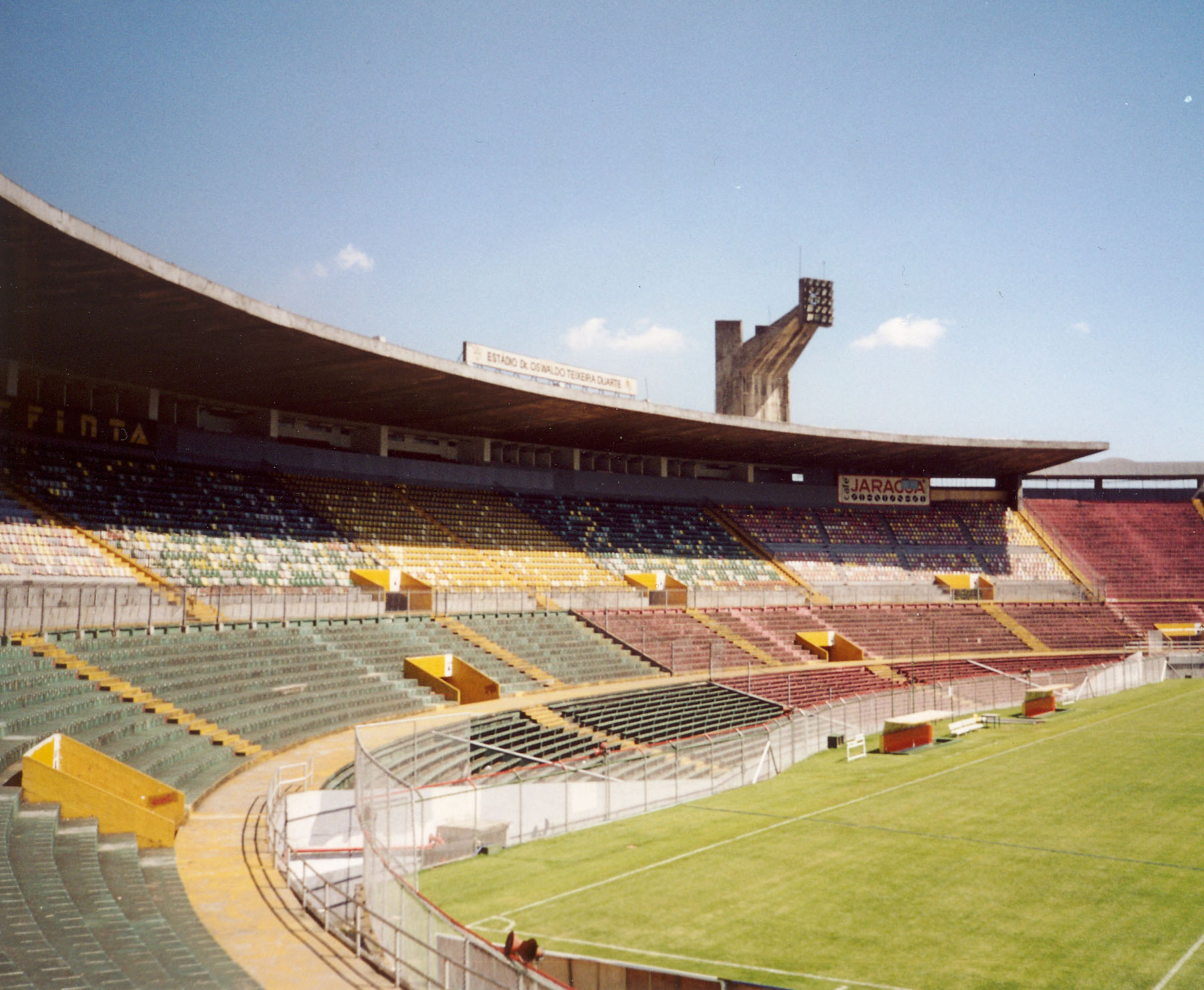
Canindé (São Paulo)
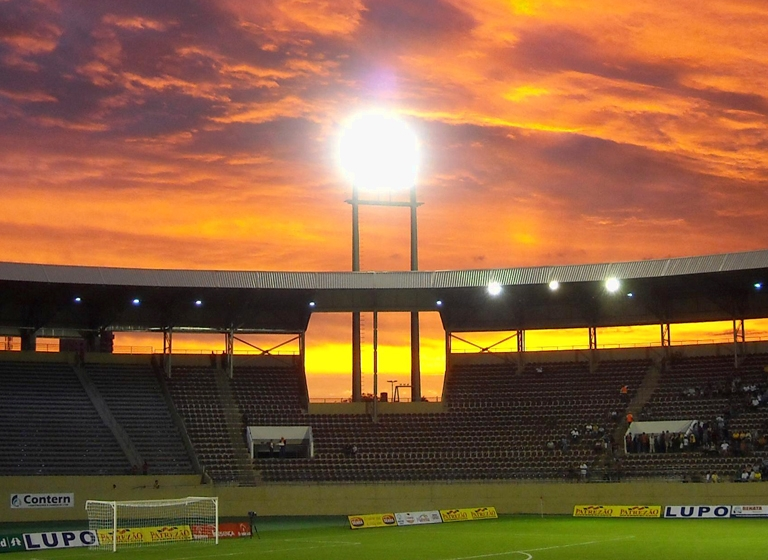
Fonte Luminosa (Araraquara)
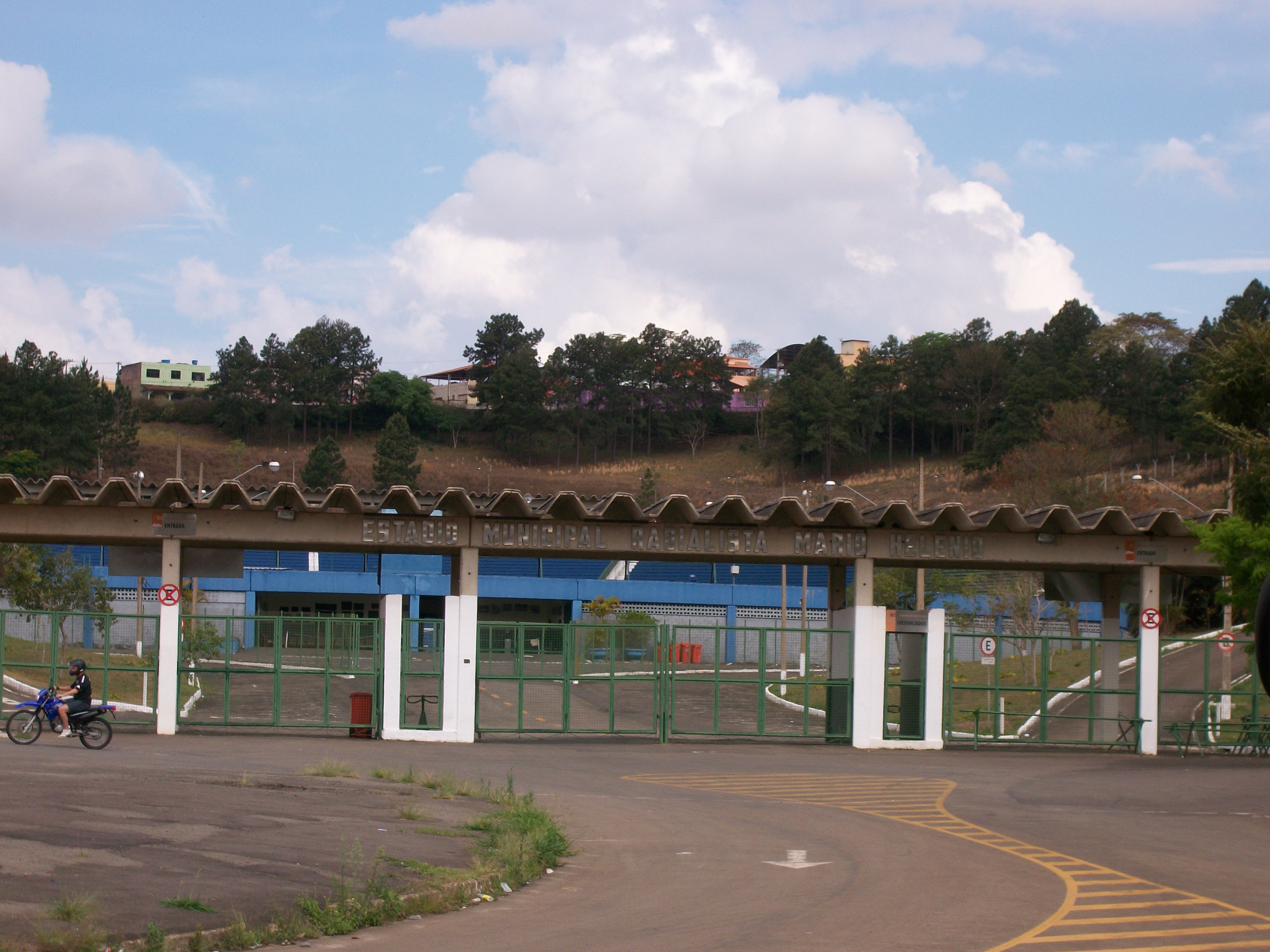
Helenão (Juiz de Fora)
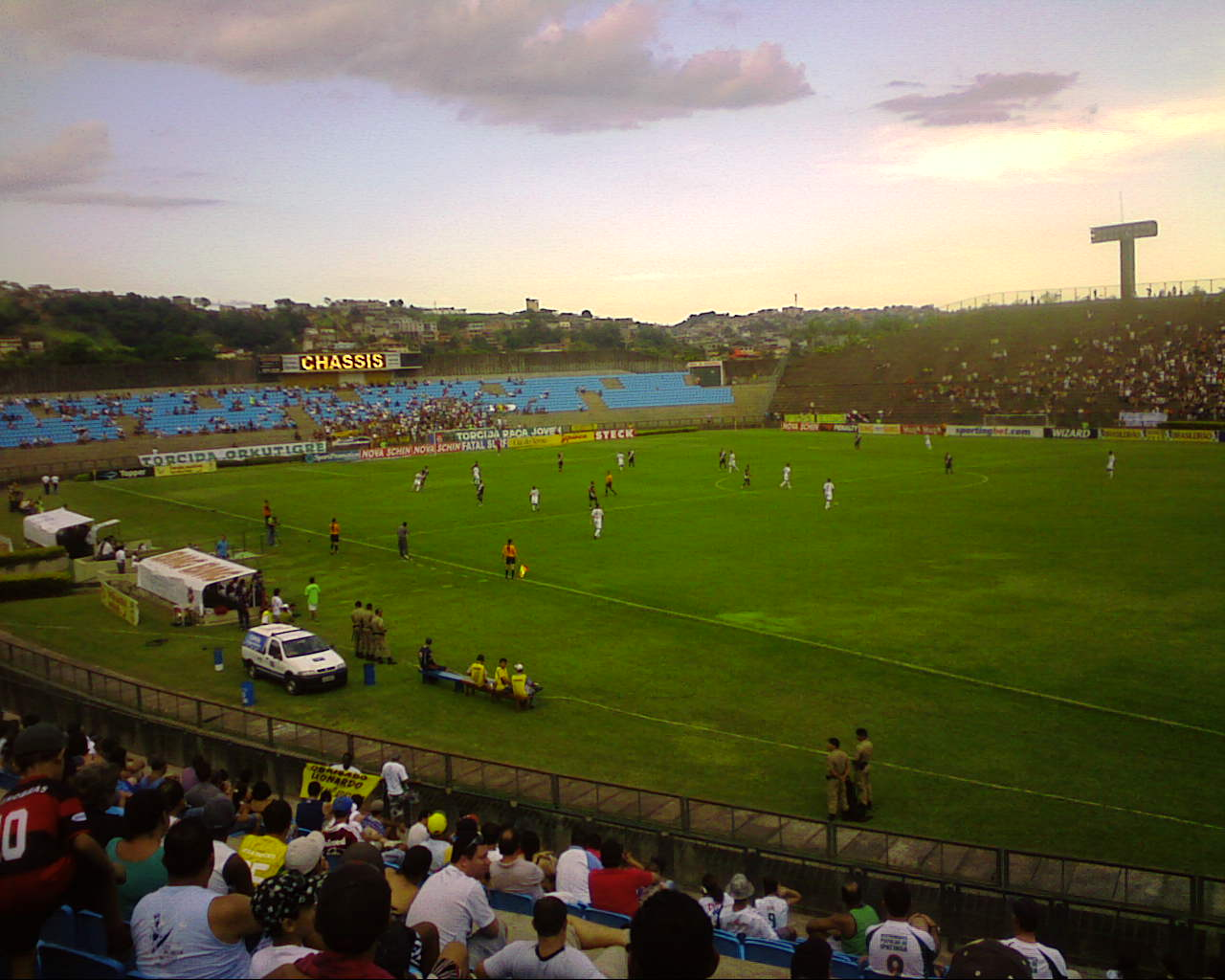
Ipatingão (Ipatinga)
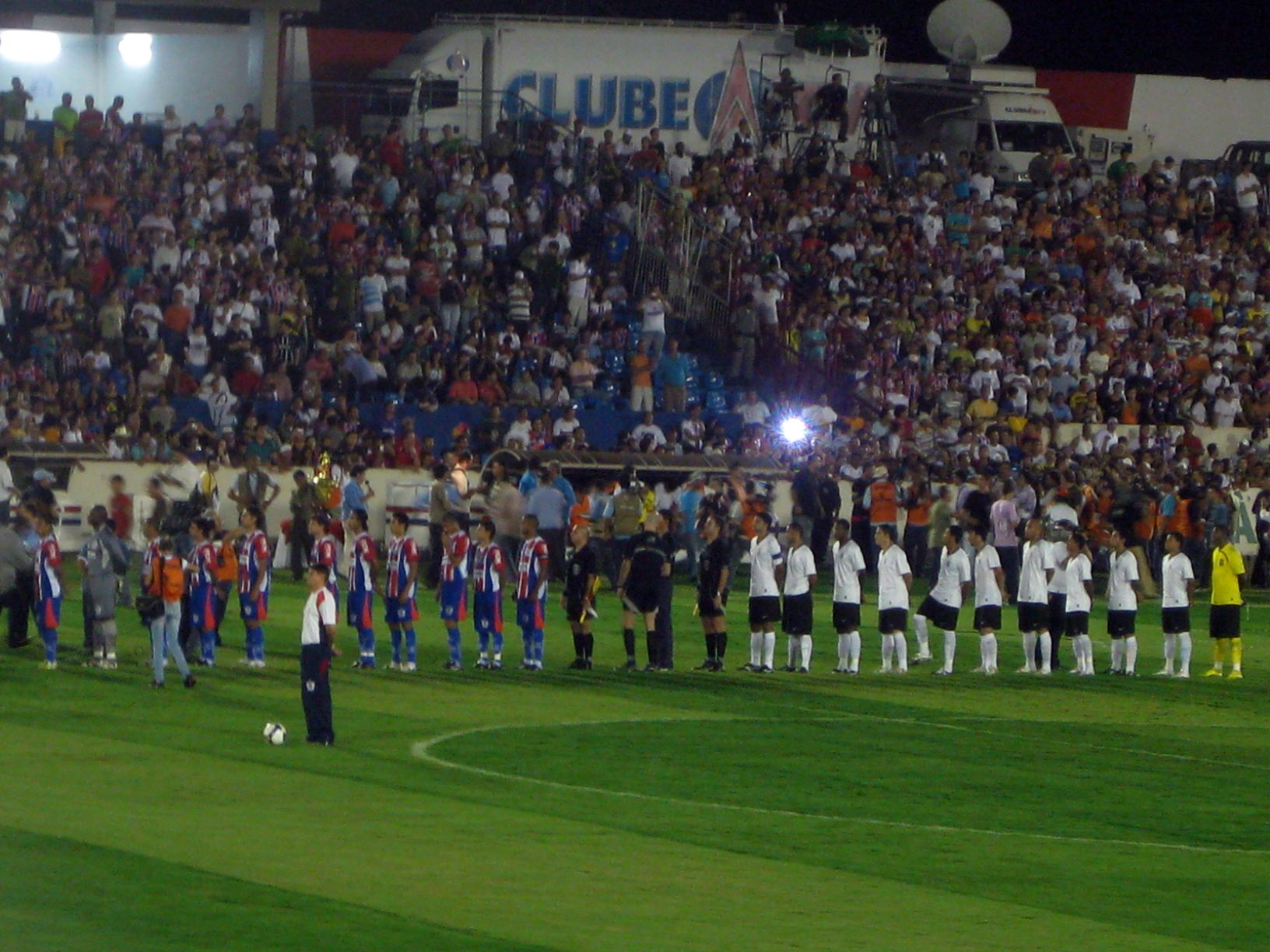
JK (Itumbiara)
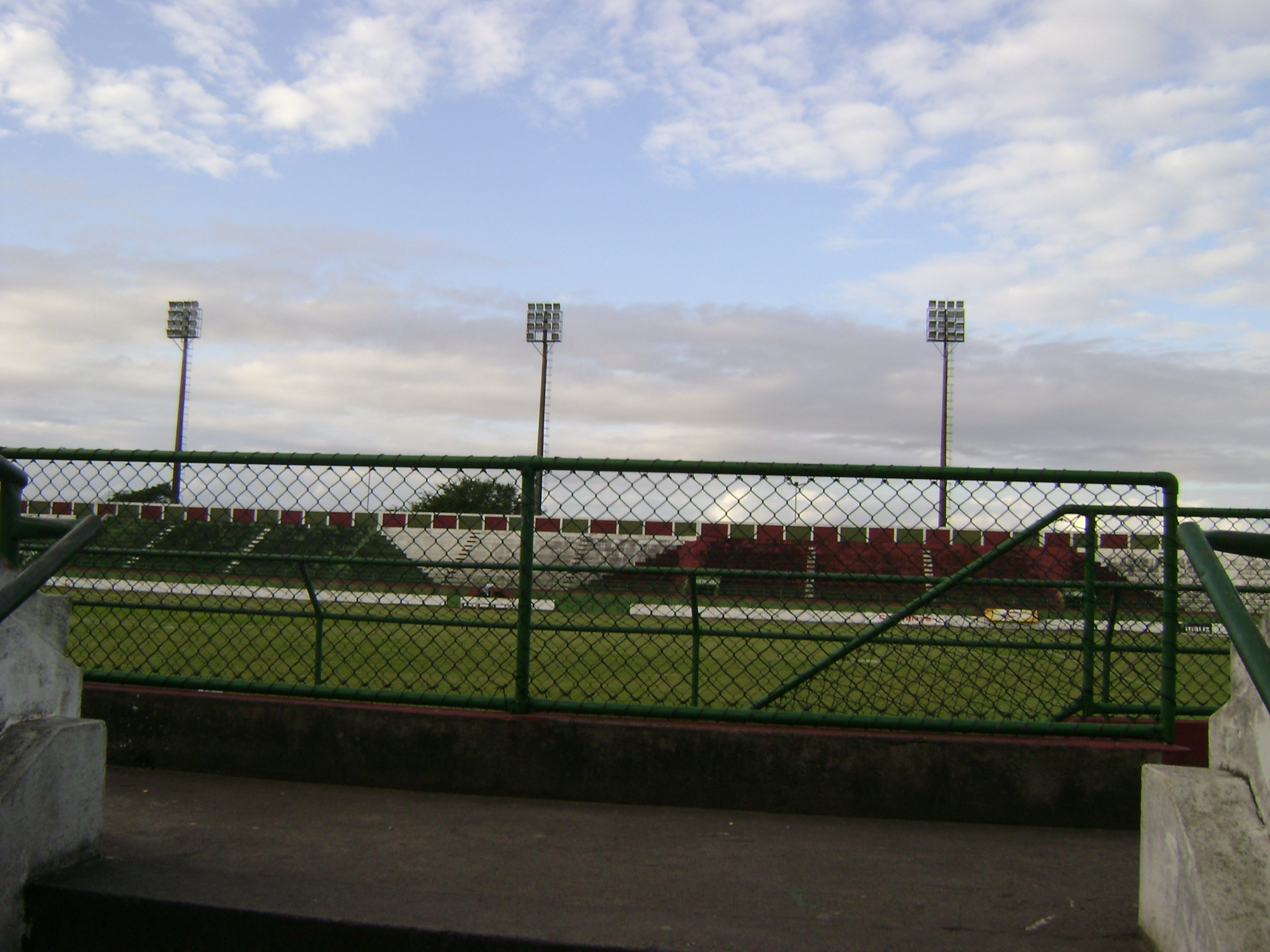
Joia da Princesa (Feira de Santana)
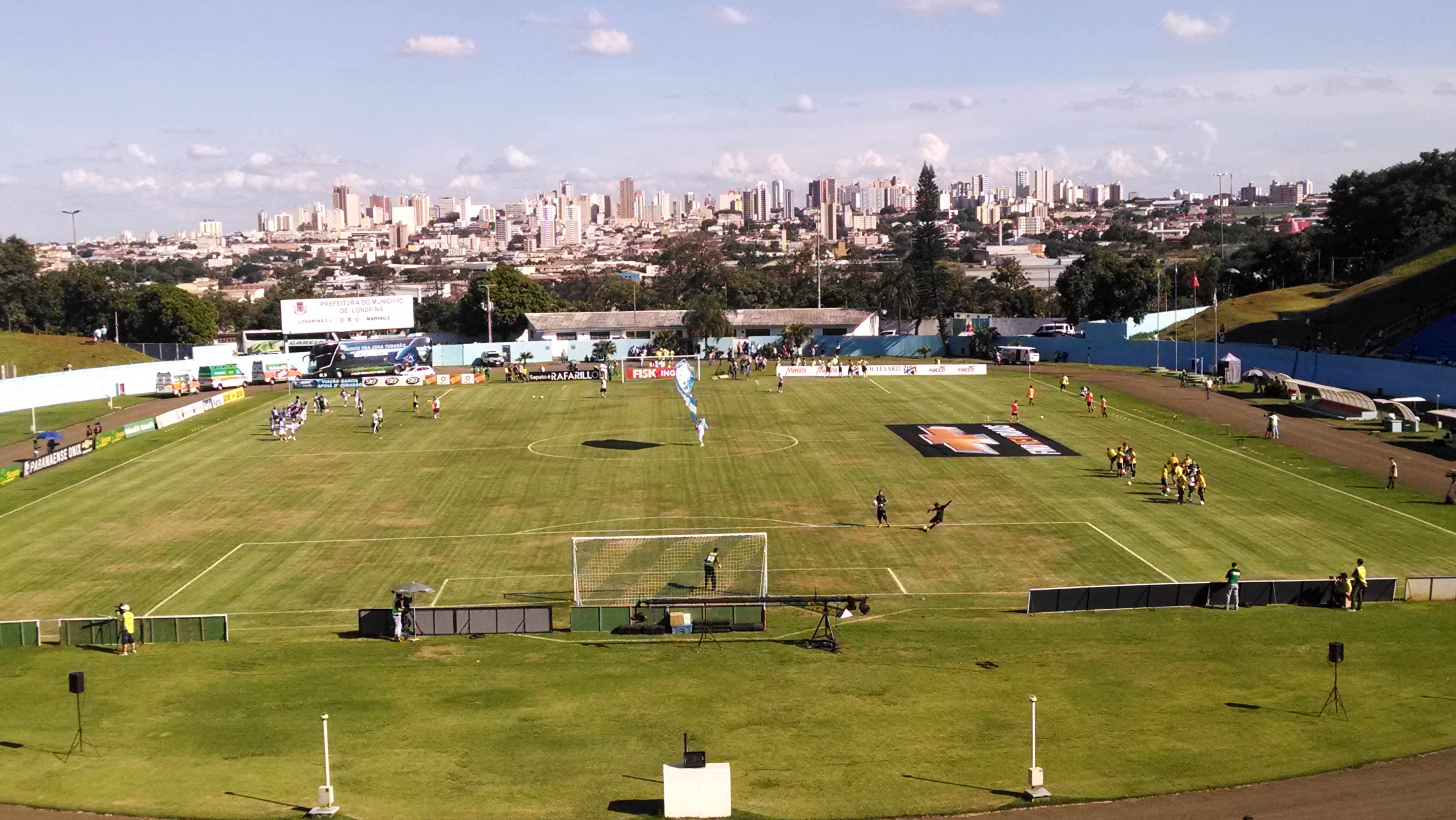
Estádio do Café (Londrina)
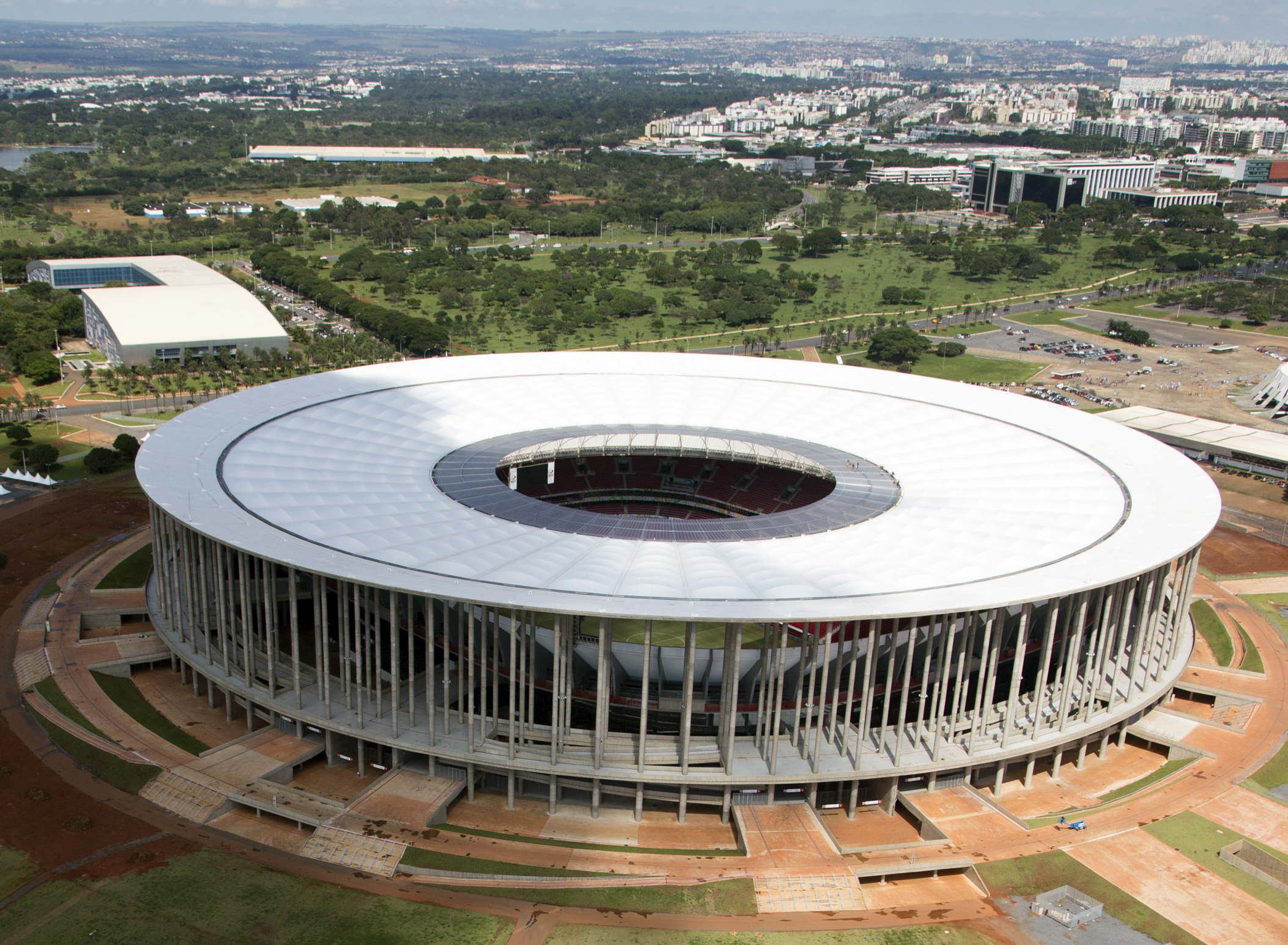
Mané Garrincha (Brasília)
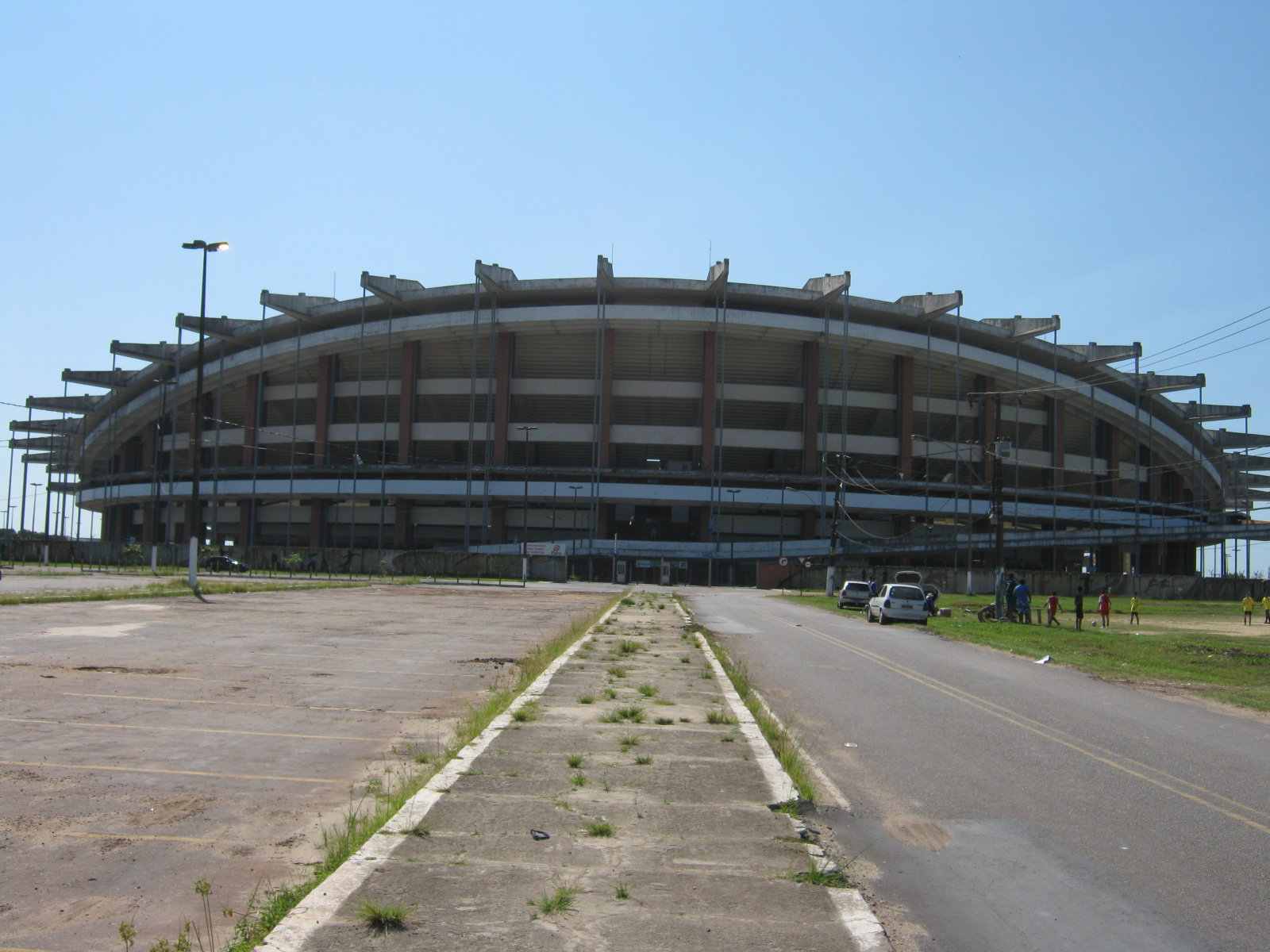
Mangueirão (Belém)
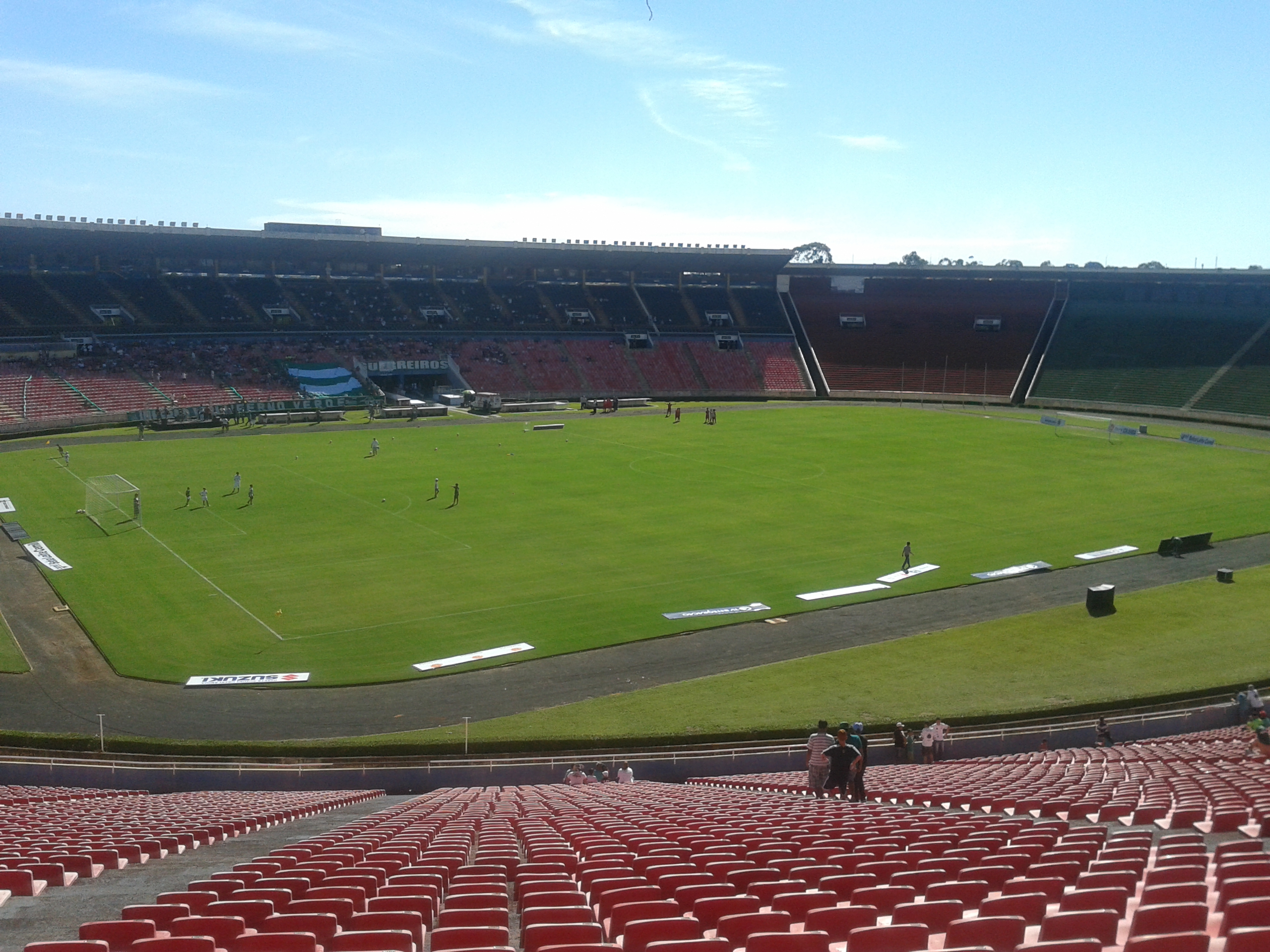
Parque do Sabiá (Uberlândia)
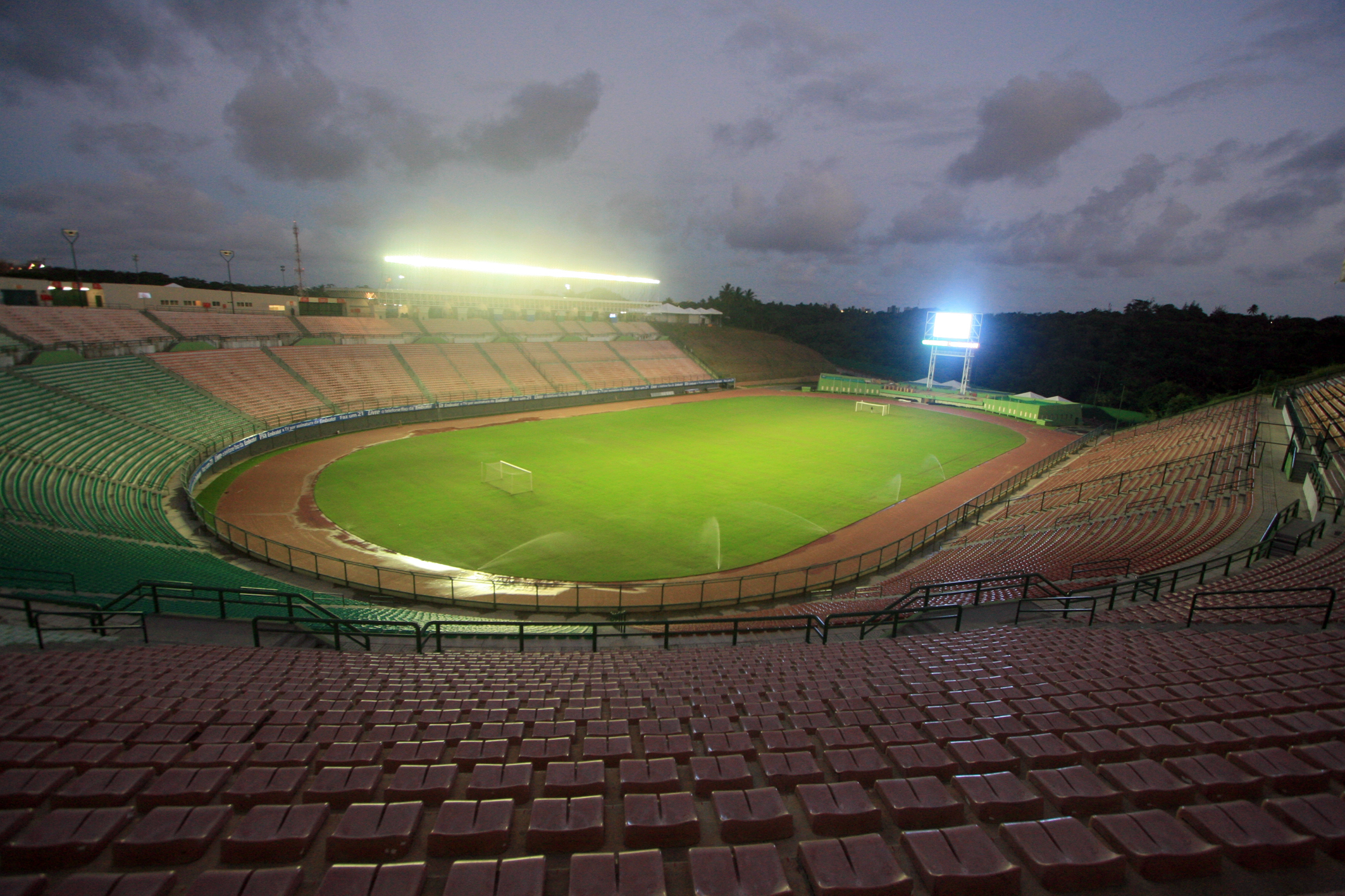
Pituaçu (Salvador)
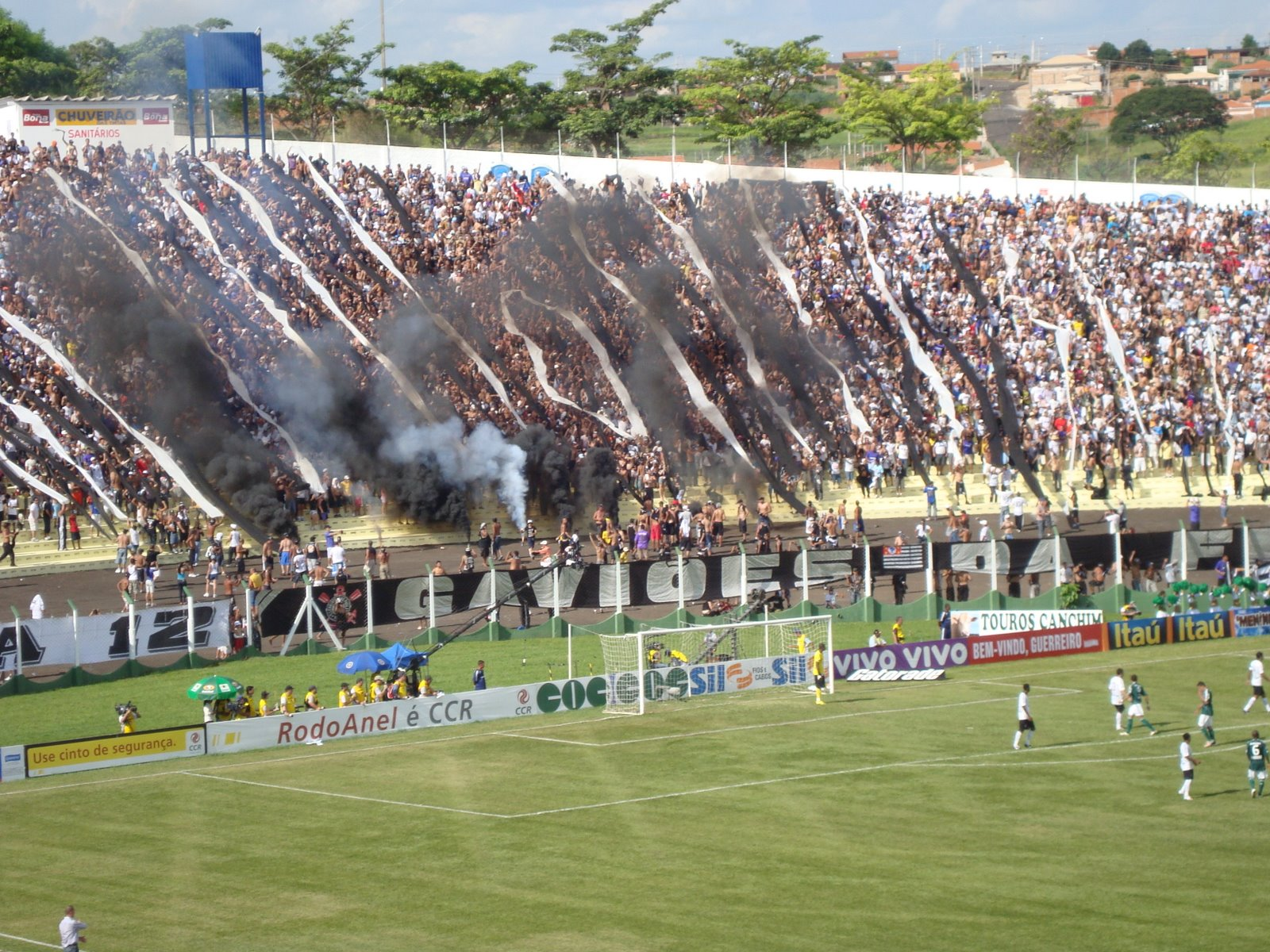
Prudentão (Presidente Prudente)
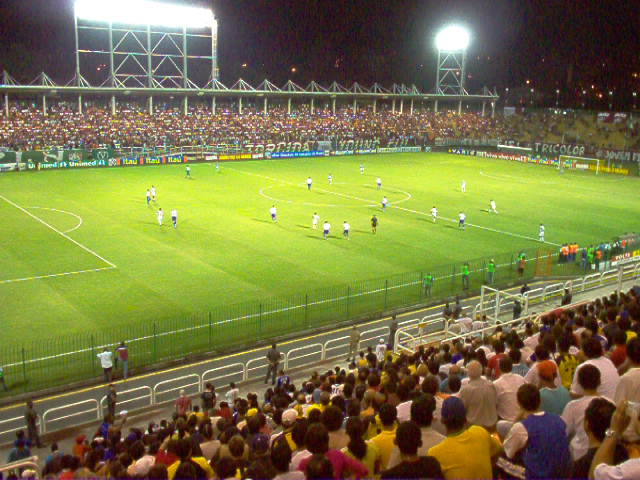
Raulino de Oliveira (Volta Redonda)
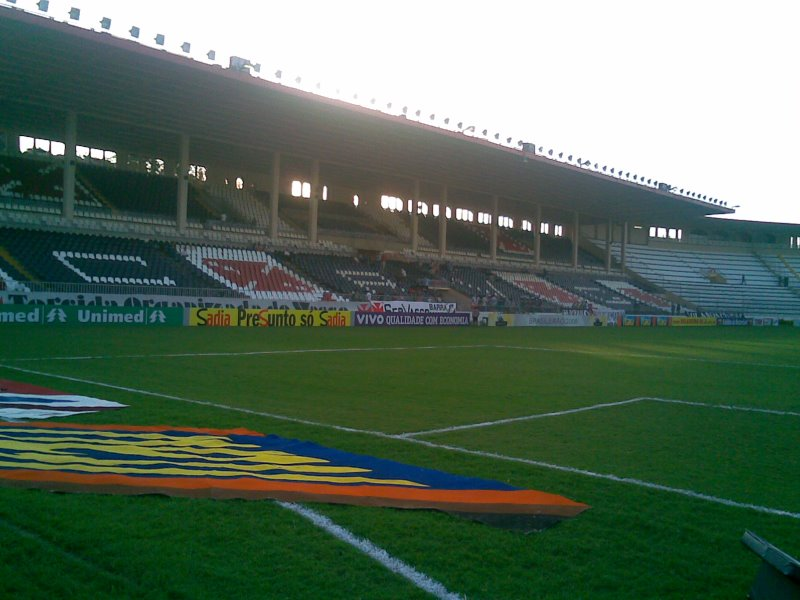
São Januário (Rio de Janeiro)
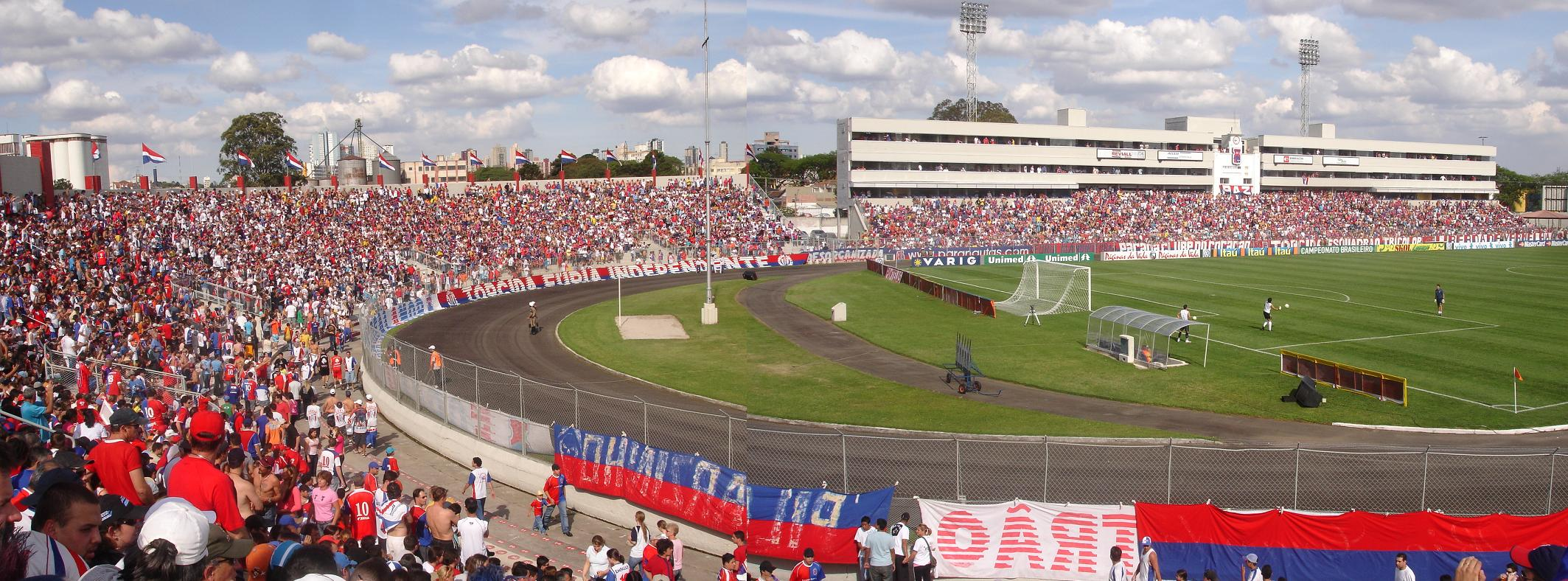
Vila Capanema (Curitiba)
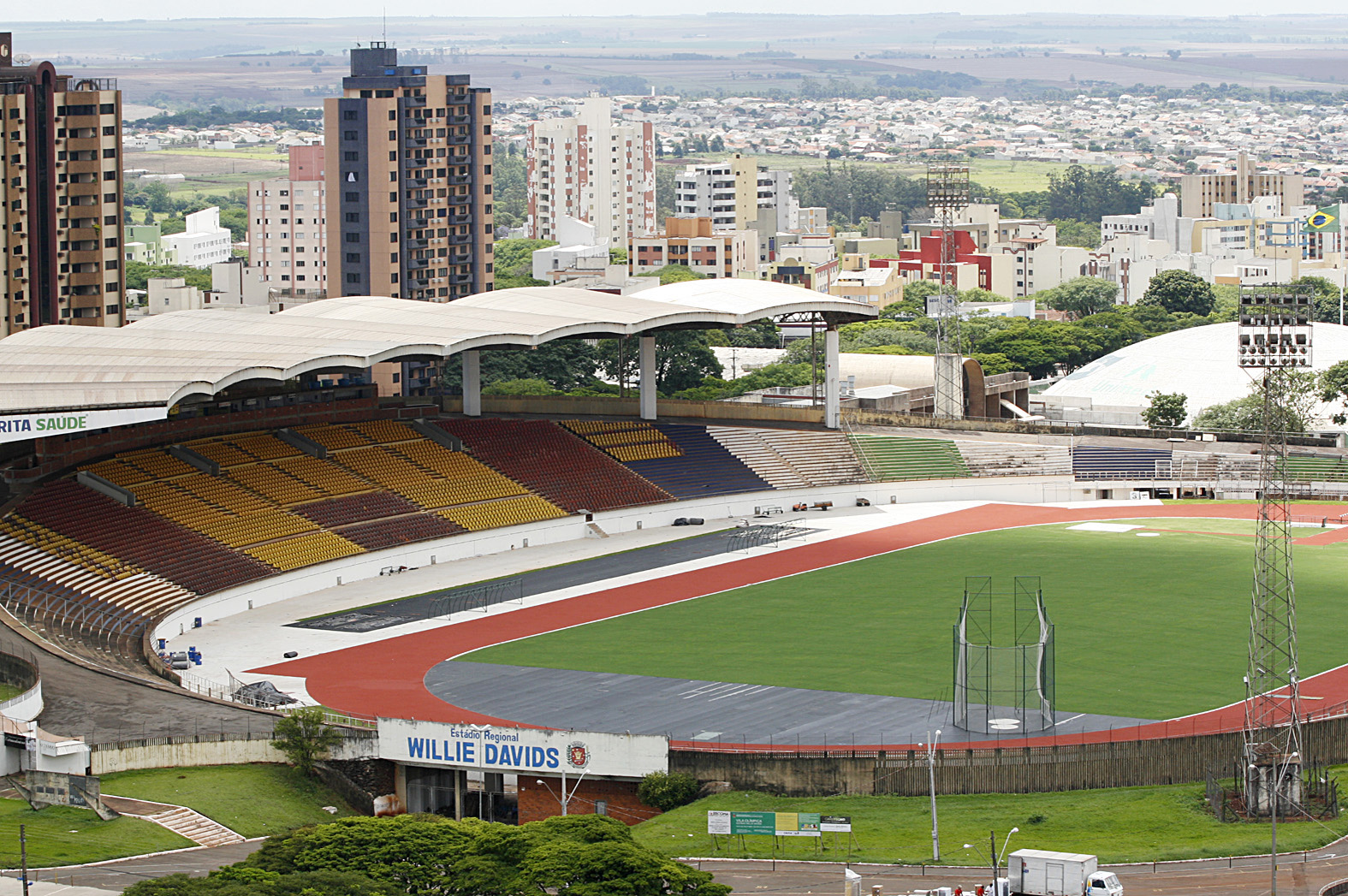
Willie Davids (Maringá)

Ainda foram utilizados o Centenário em Caxias do Sul, Estádio do Vale em Novo Hamburgo, Estádio Castelão em São Luís, Primeiro de Maio em São Bernardo do Campo e o Moacyrzão em Macaé.

## Classificação
| Pos | Equipe              | Pts | J  | V  | E  | D  | GP | GC | SG  | Classificação ou descenso                  |
| --- | ------------------- | --- | -- | -- | -- | -- | -- | -- | --- | ------------------------------------------ |
| 1   | Cruzeiro (C)        | 80  | 38 | 24 | 8  | 6  | 67 | 38 | +29 | Segunda fase da Copa Libertadores de 2015  |
| 2   | São Paulo           | 70  | 38 | 20 | 10 | 8  | 59 | 40 | +19 | Segunda fase da Copa Libertadores de 2015  |
| 3   | Internacional       | 69  | 38 | 21 | 6  | 11 | 53 | 41 | +12 | Segunda fase da Copa Libertadores de 2015  |
| 4   | Corinthians         | 69  | 38 | 19 | 12 | 7  | 49 | 31 | +18 | Primeira fase da Copa Libertadores de 2015 |
| 5   | Atlético Mineiro    | 62  | 38 | 17 | 11 | 10 | 51 | 38 | +13 | Segunda fase da Copa Libertadores de 2015  |
| 6   | Fluminense          | 61  | 38 | 17 | 10 | 11 | 61 | 42 | +19 |                                            |
| 7   | Grêmio              | 61  | 38 | 17 | 10 | 11 | 36 | 24 | +12 |                                            |
| 8   | Atlético Paranaense | 54  | 38 | 15 | 9  | 14 | 43 | 42 | +1  |                                            |
| 9   | Santos              | 53  | 38 | 15 | 8  | 15 | 42 | 35 | +7  |                                            |
| 10  | Flamengo            | 52  | 38 | 14 | 10 | 14 | 46 | 47 | −1  |                                            |
| 11  | Sport               | 52  | 38 | 14 | 10 | 14 | 36 | 46 | −10 |                                            |
| 12  | Goiás               | 47  | 38 | 13 | 8  | 17 | 38 | 40 | −2  |                                            |
| 13  | Figueirense         | 47  | 38 | 13 | 8  | 17 | 37 | 47 | −10 |                                            |
| 14  | Coritiba            | 47  | 38 | 12 | 11 | 15 | 42 | 45 | −3  |                                            |
| 15  | Chapecoense         | 43  | 38 | 11 | 10 | 17 | 39 | 44 | −5  |                                            |
| 16  | Palmeiras           | 40  | 38 | 11 | 7  | 20 | 34 | 59 | −25 |                                            |
| 17  | Vitória             | 38  | 38 | 10 | 8  | 20 | 37 | 54 | −17 | Rebaixados à Série B de 2015               |
| 18  | Bahia               | 37  | 38 | 9  | 10 | 19 | 31 | 43 | −12 | Rebaixados à Série B de 2015               |
| 19  | Botafogo            | 34  | 38 | 9  | 7  | 22 | 31 | 48 | −17 | Rebaixados à Série B de 2015               |
| 20  | Criciúma            | 32  | 38 | 7  | 11 | 20 | 28 | 56 | −28 | Rebaixados à Série B de 2015               |

1. ↑  Atlético Mineiro tem vaga garantida na segunda fase da Copa Libertadores de 2015 por ter sido campeão da Copa do Brasil de 2014.

## Confrontos
|               | ATM | ATP | BAH | BOT | CHA | COR | CTB | CRI | CRU | FIG | FLA | FLU | GOI | GRE | INT | PAL | SAN | SPA | SPT | VIT |
| ------------- | --- | --- | --- | --- | --- | --- | --- | --- | --- | --- | --- | --- | --- | --- | --- | --- | --- | --- | --- | --- |
| Atlético-MG   | —   | 3–1 | 1–1 | 1–0 | 1–0 | 0–0 | 1–2 | 0–0 | 2–1 | 1–1 | 4–0 | 2–0 | 0–1 | 0–0 | 1–0 | 2–1 | 3–2 | 1–0 | 3–2 | 2–0 |
| Atlético-PR   | 1–0 | —   | 0–0 | 2–0 | 1–1 | 1–0 | 2–0 | 2–0 | 2–3 | 3–0 | 2–1 | 0–3 | 1–0 | 1–0 | 0–1 | 1–1 | 1–1 | 2–2 | 0–1 | 2–0 |
| Bahia         | 1–1 | 1–2 | —   | 1–0 | 0–1 | 1–2 | 0–0 | 0–0 | 1–2 | 3–0 | 2–1 | 0–1 | 1–0 | 1–0 | 0–1 | 0–1 | 0–2 | 0–2 | 1–0 | 1–1 |
| Botafogo      | 0–0 | 0–2 | 2–3 | —   | 1–0 | 1–0 | 1–0 | 6–0 | 1–1 | 0–1 | 2–1 | 2–0 | 1–0 | 0–2 | 2–2 | 0–1 | 1–0 | 2–4 | 1–1 | 1–1 |
| Chapecoense   | 1–1 | 3–0 | 2–1 | 2–0 | —   | 0–1 | 0–0 | 1–1 | 1–1 | 0–1 | 1–0 | 1–0 | 0–0 | 1–2 | 5–0 | 2–0 | 1–1 | 0–0 | 3–1 | 0–1 |
| Corinthians   | 1–0 | 1–1 | 1–1 | 1–1 | 1–1 | —   | 2–2 | 2–1 | 1–0 | 0–1 | 2–0 | 1–1 | 5–2 | 1–0 | 2–1 | 2–0 | 1–0 | 3–2 | 3–0 | 2–1 |
| Coritiba      | 0–0 | 1–0 | 3–2 | 2–0 | 3–0 | 0–0 | —   | 1–0 | 1–2 | 0–2 | 0–1 | 1–0 | 3–0 | 1–1 | 1–1 | 2–0 | 0–0 | 3–1 | 0–1 | 2–0 |
| Criciúma      | 3–1 | 0–1 | 0–1 | 1–1 | 1–0 | 0–0 | 1–0 | —   | 0–0 | 1–0 | 0–2 | 3–2 | 1–0 | 0–3 | 0–0 | 1–2 | 3–0 | 1–2 | 2–2 | 1–3 |
| Cruzeiro      | 2–3 | 2–0 | 2–1 | 2–1 | 4–2 | 0–1 | 3–2 | 3–1 | —   | 5–0 | 3–0 | 2–1 | 2–1 | 1–0 | 2–1 | 1–1 | 3–0 | 1–1 | 2–0 | 3–1 |
| Figueirense   | 2–2 | 1–3 | 0–2 | 1–0 | 1–0 | 1–0 | 4–0 | 1–1 | 1–1 | —   | 1–2 | 1–1 | 0–1 | 0–1 | 1–2 | 3–1 | 0–2 | 1–1 | 3–0 | 2–0 |
| Flamengo      | 2–1 | 1–2 | 1–1 | 1–0 | 3–0 | 1–0 | 3–2 | 1–1 | 3–0 | 1–1 | —   | 1–1 | 0–0 | 0–1 | 2–0 | 4–2 | 0–1 | 0–2 | 1–0 | 4–0 |
| Fluminense    | 0–0 | 2–1 | 1–1 | 1–0 | 1–4 | 5–2 | 1–1 | 4–2 | 3–3 | 3–0 | 2–0 | —   | 2–0 | 0–0 | 1–1 | 3–0 | 1–0 | 5–2 | 4–0 | 1–2 |
| Goiás         | 2–3 | 3–1 | 3–0 | 2–0 | 4–2 | 0–1 | 3–0 | 1–0 | 0–1 | 1–0 | 1–0 | 0–2 | —   | 0–0 | 0–1 | 6–0 | 2–2 | 2–1 | 0–0 | 0–0 |
| Grêmio        | 2–1 | 1–0 | 1–0 | 2–1 | 1–0 | 2–1 | 2–3 | 2–0 | 1–2 | 1–0 | 1–1 | 1–0 | 0–0 | —   | 4–1 | 0–0 | 0–0 | 0–1 | 2–0 | 1–0 |
| Internacional | 2–1 | 2–1 | 2–0 | 2–0 | 2–0 | 1–2 | 4–2 | 3–0 | 1–3 | 2–3 | 4–0 | 2–1 | 1–0 | 2–0 | —   | 3–1 | 1–0 | 0–1 | 2–1 | 1–0 |
| Palmeiras     | 0–2 | 1–1 | 1–1 | 0–2 | 4–2 | 1–1 | 1–0 | 1–0 | 1–2 | 1–0 | 2–2 | 0–1 | 2–0 | 2–1 | 0–1 | —   | 1–3 | 1–2 | 0–2 | 2–0 |
| Santos        | 1–2 | 2–0 | 1–0 | 2–0 | 3–0 | 0–1 | 2–1 | 2–0 | 0–1 | 3–1 | 0–0 | 0–1 | 2–0 | 0–0 | 1–2 | 2–0 | —   | 0–1 | 1–1 | 3–1 |
| São Paulo     | 2–1 | 1–0 | 2–1 | 3–0 | 0–1 | 1–1 | 2–2 | 1–1 | 2–0 | 1–1 | 2–2 | 1–3 | 3–0 | 1–0 | 1–1 | 2–0 | 2–1 | —   | 2–0 | 3–1 |
| Sport         | 2–1 | 1–1 | 1–0 | 1–0 | 2–1 | 1–4 | 1–0 | 2–0 | 0–0 | 1–0 | 2–2 | 2–2 | 0–1 | 0–0 | 0–0 | 2–1 | 3–1 | 1–0 | —   | 1–2 |
| Vitória       | 2–3 | 2–2 | 2–1 | 2–1 | 0–0 | 0–0 | 1–1 | 3–1 | 0–1 | 0–1 | 1–2 | 3–1 | 2–2 | 2–1 | 2–0 | 0–1 | 0–1 | 1–2 | 0–1 | —   |

| Vitória do mandante; Vitória do visitante; Empate. | Em negrito os jogos "clássicos". |

## Desempenho por rodada
Clubes que lideraram o campeonato ao final de cada rodada:
| Rodadas | Rodadas | Rodadas | Rodadas | Rodadas | Rodadas | Rodadas | Rodadas | Rodadas | Rodadas | Rodadas | Rodadas | Rodadas | Rodadas | Rodadas | Rodadas | Rodadas | Rodadas | Rodadas | Rodadas | Rodadas | Rodadas | Rodadas | Rodadas | Rodadas | Rodadas | Rodadas | Rodadas | Rodadas | Rodadas | Rodadas | Rodadas | Rodadas | Rodadas | Rodadas | Rodadas | Rodadas | Rodadas |
| ------- | ------- | ------- | ------- | ------- | ------- | ------- | ------- | ------- | ------- | ------- | ------- | ------- | ------- | ------- | ------- | ------- | ------- | ------- | ------- | ------- | ------- | ------- | ------- | ------- | ------- | ------- | ------- | ------- | ------- | ------- | ------- | ------- | ------- | ------- | ------- | ------- | ------- |
| 1       | 2       | 3       | 4       | 5       | 6       | 7       | 8       | 9       | 10      | 11      | 12      | 13      | 14      | 15      | 16      | 17      | 18      | 19      | 20      | 21      | 22      | 23      | 24      | 25      | 26      | 27      | 28      | 29      | 30      | 31      | 32      | 33      | 34      | 35      | 36      | 37      | 38      |
| FLU     | FLU     | COR     | INT     | INT     | CRU     | CRU     | CRU     | CRU     | CRU     | CRU     | CRU     | CRU     | CRU     | CRU     | CRU     | CRU     | CRU     | CRU     | CRU     | CRU     | CRU     | CRU     | CRU     | CRU     | CRU     | CRU     | CRU     | CRU     | CRU     | CRU     | CRU     | CRU     | CRU     | CRU     | CRU     | CRU     | CRU     |

Clubes que ficaram na última posição do campeonato ao final de cada rodada:
| Rodadas | Rodadas | Rodadas | Rodadas | Rodadas | Rodadas | Rodadas | Rodadas | Rodadas | Rodadas | Rodadas | Rodadas | Rodadas | Rodadas | Rodadas | Rodadas | Rodadas | Rodadas | Rodadas | Rodadas | Rodadas | Rodadas | Rodadas | Rodadas | Rodadas | Rodadas | Rodadas | Rodadas | Rodadas | Rodadas | Rodadas | Rodadas | Rodadas | Rodadas | Rodadas | Rodadas | Rodadas | Rodadas |
| ------- | ------- | ------- | ------- | ------- | ------- | ------- | ------- | ------- | ------- | ------- | ------- | ------- | ------- | ------- | ------- | ------- | ------- | ------- | ------- | ------- | ------- | ------- | ------- | ------- | ------- | ------- | ------- | ------- | ------- | ------- | ------- | ------- | ------- | ------- | ------- | ------- | ------- |
| 1       | 2       | 3       | 4       | 5       | 6       | 7       | 8       | 9       | 10      | 11      | 12      | 13      | 14      | 15      | 16      | 17      | 18      | 19      | 20      | 21      | 22      | 23      | 24      | 25      | 26      | 27      | 28      | 29      | 30      | 31      | 32      | 33      | 34      | 35      | 36      | 37      | 38      |
| FIG     | FIG     | FIG     | FIG     | CHA     | CHA     | FIG     | CTB     | FIG     | FLA     | FLA     | FIG     | FLA     | CTB     | CTB     | PAL     | VIT     | VIT     | VIT     | BAH     | VIT     | VIT     | PAL     | CRI     | CTB     | CTB     | BOT     | CTB     | CTB     | CRI     | CRI     | CRI     | CRI     | CRI     | CRI     | CRI     | CRI     | CRI     |

## Estatísticas
| Gols | Jogador          | Time             |
| ---- | ---------------- | ---------------- |
| 18   | Fred             | Fluminense       |
| 16   | Henrique Dourado | Palmeiras        |
| 15   | Marcelo Moreno   | Cruzeiro         |
| 15   | Ricardo Goulart  | Cruzeiro         |
| 14   | Hernán Barcos    | Grêmio           |
| 12   | Erik             | Goiás            |
| 12   | Paolo Guerrero   | Corinthians      |
| 10   | Diego Tardelli   | Atlético Mineiro |
| 10   | Leandro          | Chapecoense      |

| Total | Jogador              | Time             |
| ----- | -------------------- | ---------------- |
| 11    | Éverton Ribeiro      | Cruzeiro         |
| 10    | Darío Conca          | Fluminense       |
| 9     | Andrés D'Alessandro  | Internacional    |
| 9     | David                | Goiás            |
| 9     | Jesús Dátolo         | Atlético Mineiro |
| 8     | Mayke                | Cruzeiro         |
| 8     | Osvaldo              | São Paulo        |
| 8     | Paulo Henrique Ganso | São Paulo        |
| 7     | Alex                 | Coritiba         |
| 7     | Jádson               | Corinthians      |

### Hat-tricks
| Jogador          | Clube               | Adversário          | Placar  | Data           | Ref.   |
| ---------------- | ------------------- | ------------------- | ------- | -------------- | ------ |
| Daniel           | Botafogo            | Criciúma            | 6–0 (C) | 10 de maio     | [ 44 ] |
| Douglas Coutinho | Atlético Paranaense | Figueirense         | 3–1 (F) | 1 de junho     | [ 45 ] |
| Luciano          | Corinthians         | Goiás               | 5–2 (C) | 21 de agosto   | [ 46 ] |
| Erik             | Goiás               | Atlético Paranaense | 3–1 (C) | 31 de agosto   | [ 47 ] |
| Patric           | Sport               | Santos              | 3–1 (C) | 10 de setembro | [ 48 ] |
| Henrique Dourado | Palmeiras           | Chapecoense         | 4–2 (C) | 2 de outubro   | [ 49 ] |

(C) Em casa
(F) Fora de casa

### Maiores públicos
Estes são os dez maiores públicos do Campeonato:
| Nº | Público[PP] | Mandante   | Placar | Visitante        | Estádio         | Data           | Rodada | Ref.   |
| -- | ----------- | ---------- | ------ | ---------------- | --------------- | -------------- | ------ | ------ |
| 1  | 58 627      | São Paulo  | 2–0    | Cruzeiro         | Morumbi         | 14 de setembro | 21ª    | [ 50 ] |
| 2  | 56 729      | Cruzeiro   | 2–1    | Goiás            | Mineirão        | 23 de novembro | 36ª    | [ 6 ]  |
| 3  | 51 994      | Cruzeiro   | 2–1    | Internacional    | Mineirão        | 4 de outubro   | 26ª    | [ 51 ] |
| 4  | 51 858      | Flamengo   | 0–1    | Grêmio           | Maracanã        | 6 de setembro  | 19ª    | [ 52 ] |
| 5  | 49 534      | Cruzeiro   | 2–3    | Atlético Mineiro | Mineirão        | 21 de setembro | 23ª    | [ 53 ] |
| 6  | 46 512      | São Paulo  | 1–1    | Criciúma         | Morumbi         | 2 de agosto    | 13ª    | [ 54 ] |
| 7  | 45 804      | Cruzeiro   | 2–1    | Fluminense       | Mineirão        | 7 de dezembro  | 38ª    | [ 55 ] |
| 8  | 44 975      | Fluminense | 1–2    | Vitória          | Maracanã        | 3 de maio      | 3ª     | [ 56 ] |
| 9  | 43 653      | Grêmio     | 0–1    | São Paulo        | Arena do Grêmio | 4 de outubro   | 26ª    | [ 57 ] |
| 10 | 43 456      | Grêmio     | 4–1    | Internacional    | Arena do Grêmio | 9 de novembro  | 33ª    | [ 58 ] |

- PP. ^ Considera-se apenas o público pagante

### Menores públicos
Estes são os dez menores públicos do Campeonato:[PF]
| Nº | Público[PP] | Mandante            | Placar | Visitante           | Estádio             | Data          | Rodada | Ref.   |
| -- | ----------- | ------------------- | ------ | ------------------- | ------------------- | ------------- | ------ | ------ |
| 1  | 766         | Atlético Paranaense | 1–1    | Chapecoense         | Willie Davids       | 18 de maio    | 5ª     | [ 59 ] |
| 2  | 777         | Figueirense         | 0–2    | Bahia               | Arena Barueri       | 27 de abril   | 2ª     | [ 60 ] |
| 3  | 1 063       | Atlético Paranaense | 2–0    | Coritiba            | Willie Davids       | 25 de maio    | 7ª     | [ 61 ] |
| 4  | 1 271       | Botafogo            | 1–0    | Coritiba            | Raulino de Oliveira | 19 de julho   | 11ª    | [ 62 ] |
| 5  | 1 345       | Bahia               | 0–1    | Fluminense          | Arena Barueri       | 24 de maio    | 7ª     | [ 63 ] |
| 6  | 1 392       | Goiás               | 3–0    | Coritiba            | Serra Dourada       | 11 de outubro | 28ª    | [ 64 ] |
| 7  | 1 475       | Goiás               | 4–2    | Chapecoense         | Serra Dourada       | 7 de dezembro | 38ª    | [ 65 ] |
| 8  | 1 544       | Goiás               | 3–1    | Atlético Paranaense | Serra Dourada       | 31 de agosto  | 18ª    | [ 66 ] |
| 9  | 2 005       | Chapecoense         | 0–0    | Goiás               | Arena Condá         | 6 de setembro | 19ª    | [ 67 ] |
| 10 | 2 090       | Goiás               | 1–0    | Criciúma            | JK                  | 27 de abril   | 2ª     | [ 68 ] |

- PP. ^ Considera-se apenas o público pagante
- PF. ^ Os jogos do Atlético Paranaense e do Bahia com portões fechados não são considerados

### Médias de público
Estas são as médias de público dos clubes no Campeonato. Considera-se apenas os jogos da equipe como mandante e o público pagante:
| 1. Cruzeiro – 29 678 2. Corinthians – 28 960 3. São Paulo – 28 544 4. Flamengo – 26 411 5. Internacional – 22 318 6. Grêmio – 21 028 7. Palmeiras – 19 755 8. Fluminense – 18 490 9. Sport – 18 220 10. Atlético Mineiro – 14 132 | 1. Bahia – 12 579 2. Coritiba – 12 329 3. Atlético Paranaense – 12 237 4. Botafogo – 11 362 5. Vitória – 10 267 6. Chapecoense – 10 021 7. Santos – 9 243 8. Criciúma – 9 089 9. Figueirense – 8 378 10. Goiás – 6 942 |

## Mudanças de técnicos
| Clube       | Antecessor            | Motivo     | Data           | Última partida                         | Rod | Pos | Sucessor                   | Ref.            |
| ----------- | --------------------- | ---------- | -------------- | -------------------------------------- | --- | --- | -------------------------- | --------------- |
| Atlético-MG | Paulo Autuori         | Demitido   | 24 de abril    | Atlético Nacional 1–0 Atlético-MG[Lib] | 1ª  | 10º | Levir Culpi                | [ 71 ] [ 72 ]   |
| Criciúma    | Caio Júnior           | Demitido   | 29 de abril    | Goiás 1–0 Criciúma                     | 2ª  | 19º | Wagner Lopes               | [ 73 ] [ 74 ]   |
| Figueirense | Vinícius Eutrópio     | Demitido   | 30 de abril    | Figueirense 0–2 Bahia                  | 2ª  | 20º | Guto Ferreira              | [ 75 ] [ 76 ]   |
| Palmeiras   | Gilson Kleina         | Demitido   | 8 de maio      | Sampaio Corrêa 2–1 Palmeiras[CBr]      | 3ª  | 14º | Ricardo Gareca[a1]         | [ 77 ] [ 78 ]   |
| Vitória     | Ney Franco            | Resignado  | 12 de maio     | Bahia 1–1 Vitória                      | 4ª  | 12º | Jorginho[a2]               | [ 79 ] [ 80 ]   |
| Flamengo    | Jayme de Almeida      | Demitido   | 12 de maio     | Fluminense 2–0 Flamengo                | 4ª  | 16º | Ney Franco                 | [ 81 ]          |
| Atlético-PR | Miguel Ángel Portugal | Resignado  | 19 de maio     | Atlético-PR 1–1 Chapecoense            | 5ª  | 13º | Doriva[a3]                 | [ 82 ] [ 83 ]   |
| Chapecoense | Gilmar Dal Pozzo      | Demitido   | 23 de maio     | Criciúma 1–0 Chapecoense               | 6ª  | 20º | Celso Rodrigues (interino) | [ 84 ]          |
| Flamengo    | Ney Franco            | Demitido   | 23 de julho    | Internacional 4–0 Flamengo             | 11ª | 20º | Vanderlei Luxemburgo       | [ 85 ]          |
| Figueirense | Guto Ferreira         | Demitido   | 23 de julho    | Figueirense 2–1 Bragantino[CBr]        | 11ª | 18º | Argel Fucks                | [ 86 ] [ 87 ]   |
| Bahia       | Marquinhos Santos     | Demitido   | 26 de julho    | Bahia 0–1 Internacional                | 12ª | 19º | Gilson Kleina[a4]          | [ 88 ] [ 89 ]   |
| Grêmio      | Enderson Moreira      | Resignado  | 27 de julho    | Grêmio 2–3 Coritiba                    | 12ª | 10º | Luiz Felipe Scolari[a5]    | [ 90 ] [ 91 ]   |
| Vitória     | Jorginho              | Demitido   | 21 de agosto   | Coritiba 2–0 Vitória                   | 16ª | 19º | Ney Franco                 | [ 92 ] [ 93 ]   |
| Coritiba    | Celso Roth            | Demitido   | 24 de agosto   | Palmeiras 1–0 Coritiba                 | 17ª | 19º | Marquinhos Santos          | [ 94 ]          |
| Atlético-PR | Doriva                | Demitido   | 24 de agosto   | Atlético-PR 0–0 Bahia                  | 17ª | 9º  | Claudinei Oliveira[a3]     | [ 95 ] [ 96 ]   |
| Criciúma    | Wagner Lopes          | Demitido   | 25 de agosto   | Criciúma 0–2 Flamengo                  | 17ª | 17º | Gilmar Dal Pozzo[a6]       | [ 97 ] [ 98 ]   |
| Palmeiras   | Ricardo Gareca        | Demitido   | 1 de setembro  | Palmeiras 0–1 Internacional            | 18ª | 16º | Dorival Júnior             | [ 99 ] [ 100 ]  |
| Santos      | Oswaldo de Oliveira   | Demitido   | 2 de setembro  | Botafogo 1–0 Santos                    | 18ª | 11º | Enderson Moreira           | [ 101 ] [ 102 ] |
| Chapecoense | Celso Rodrigues       | Remanejado | 11 de setembro | Coritiba 3–0 Chapecoense               | 20ª | 16º | Jorginho                   | [ 103 ] [ 104 ] |
| Criciúma    | Gilmar Dal Pozzo      | Demitido   | 27 de outubro  | Vitória 3–1 Criciúma                   | 31ª | 20º | Toninho Cecílio            | [ 105 ] [ 106 ] |
| Bahia       | Gilson Kleina         | Resignado  | 11 de novembro | Goiás 3–0 Bahia                        | 33ª | 19º | Charles Fabian (interino)  | [ 107 ]         |
| Chapecoense | Jorginho              | Demitido   | 17 de novembro | Chapecoense 0–1 Vitória                | 34ª | 17º | Celso Rodrigues (interino) | [ 108 ] [ 109 ] |
| Criciúma    | Toninho Cecílio       | Demitido   | 20 de novembro | Criciúma 0–1 Bahia                     | 35ª | 20º | Luizinho Vieira (interino) | [ 110 ]         |

Notas
- Lib ^  Partida válida pela Copa Libertadores da América
- CBr ^  Partida válida pela Copa do Brasil
- A1 ^ Alberto Valentim dirigiu o time interinamente da 4ª a 9ª rodada.[111]
- A2 ^  Carlos Amadeu dirigiu o time interinamente na 5ª e na 6ª rodada.[112]
- A3 ^ Leandro Ávila dirigiu o time interinamente da 6ª a 9ª rodada e na 18ª rodada.[113][114]
- A4 ^ Charles Fabian dirigiu o time interinamente da 13ª a 15ª rodada.[115]
- A5 ^  André Jardine dirigiu o time interinamente na 13ª rodada.[116]
- A6 ^ Wilson Vaterkemper dirigiu o time interinamente na 18ª rodada.[117]

## Premiação
| Campeonato Brasileiro de 2014 - Série A    |
| Minas Gerais                               |
| ------------------------------------------ |
| Cruzeiro Esporte Clube Campeão (4º título) |

### Seleção do Campeonato
| Pos. | Jogador          | Clube            |
| ---- | ---------------- | ---------------- |
| G    | Jefferson        | Botafogo         |
| Z    | Dedé             | Cruzeiro         |
| Z    | Gil              | Corinthians      |
| LD   | Marcos Rocha     | Atlético Mineiro |
| LE   | Egídio           | Cruzeiro         |
| V    | Lucas Silva      | Cruzeiro         |
| V    | Souza            | São Paulo        |
| M    | Éverton Ribeiro  | Cruzeiro         |
| M    | Ricardo Goulart  | Cruzeiro         |
| A    | Diego Tardelli   | Atlético Mineiro |
| A    | Paolo Guerrero   | Corinthians      |
| T    | Marcelo Oliveira | Cruzeiro         |